# Música clásica del siglo XX
La música clásica del siglo XX (también llamada música culta, académica, erudita, contemporánea, docta o seria)  fue extremadamente diversa. Comenzó con la continuación de los movimientos vigentes a finales del siglo XIX tales como el estilo romántico tardío y posromántico de Serguéi Rajmáninov, Gustav Mahler y Richard Strauss, el impresionismo de Claude Debussy y Maurice Ravel, y los fervores del nacionalismo en Latinoamérica, Norteamérica, y Europa fuera de Alemania, Francia e Italia que dominaron por siglos la cultura musical del continente.
A partir de la segunda década del siglo, la forma y lugar que había ocupado la música durante los pasados tres siglos en la sociedad y para darle un toque más moderno utilizaron todo tipo de escalas exóticas y así cambiaron para siempre con la irrupción del modernismo musical, dando fin al período conocido como práctica común, y entrando en una nueva era musical de constante búsqueda de lo original, rompiendo permanentemente con la tradición. Esto generó una enorme diversidad de géneros y movimientos de difícil categorización y definición, lo que hacía el último cuarto del siglo, luego de la decadencia de los ideales de la modernidad, dio paso a la música contemporánea, siendo cada vez más compleja su diferenciación de otras músicas como él jazz o el art rock, debido a la creciente globalización y masificación de los medios de comunicación y de la cultura popular.

Vivimos en un tiempo en el que creo que no hay una corriente principal, sino muchas corrientes, o incluso, si se quiere pensar en un río de tiempo, que hemos llegado a un delta, puede que incluso más allá de un delta, a un océano que se extiende hasta el cielo azul.
John Cage, 1992.

## Reseña
En un principio la música siguió su práctica común, a partir de 1910 tomó diversos caminos de alejamiento del sistema tonal que ya venían observándose desde finales del siglo pasado con un uso cada vez más extendido del cromatismo. A partir del inicio del modernismo se dio paso al atonalismo y la experimentación, llegando a muchos mundos sonoros tan distantes y diversos como el primitivismo de Ígor Stravinski y Béla Bartók, el dodecafonismo de Arnold Schoenberg y sus pupilos, la música microtonal adoptada por Charles Ives, Julián Carrillo y otros, el nacionalismo musical de Ralph Vaughan Williams, Aaron Copland, Heitor Villa-Lobos o  Alberto Ginastera, el neoclasicismo de Dmitri Shostakóvich y Serguéi Prokófiev durante el realismo socialista en la Unión Soviética, la música concreta de Pierre Schaeffer y Edgar Varèse, el serialismo integral de Olivier Messiaen, Pierre Boulez, y Luciano Berio entre otros, la música aleatoria de John Cage, el experimentalismo de Karlheinz Stockhausen, la micropolifonía de György Ligeti y Krzysztof Penderecki, o la repetición de notas de los compositores minimalistas como Steve Reich y Philip Glass, y un sinnúmero de movimientos y compositores que se movían en nuevos estilos de forma simultánea.
El siglo XX fue también una época en la que los avances tecnológicos como la grabación y la radiodifusión cambiaron las relaciones sociales y económicas inherentes a la música. Una persona del siglo XX en el mundo industrializado tuvo acceso al gramófono para la reproducción de música grabada en discos, la radio, la televisión y, más tarde, a la música digital con los discos compactos. El cine también tuvo un impacto importante en la música y la cultura a partir de los años 30, con compositores tales como Max Steiner, Erich Wolfgang Korngold, Alfred Newman, Bernard Herrmann, Ennio Morricone, Jerry Goldsmith, y John Williams quienes trabajaron en diversos estilos, gruesamente catalogados dentro del neorromanticismo.
A mediados de los años setenta se considera el fin del modernismo musical, gracias a la decadencia de sus valores y los cambios socioculturales de la globalización y los medios de comunicación de masas, dando pie a lo que se conoce generalmente como música contemporánea o postmoderna, que contiene otra serie de movimientos musicales tales como la nueva simplicidad, el espectralismo, el poliestilismo, el arte sonoro o la nueva complejidad, el art rock, o la música contemporánea latinoamericana de Egberto Gismonti y Astor Piazzolla.
La música docta tuvo también una intensa fertilización cruzada con el jazz, muchos de sus compositores fueron capaces de trabajar en ambos géneros, como George Gershwin, o de incluir sonoridades del jazz en música de concierto. A partir de los años 1970 ocurrió algo similar con el rock y la música popular en general.
Debe tenerse en cuenta que este artículo presenta un vistazo sobre la música clásica del siglo XX, y muchos compositores mencionados dentro de diferentes tendencias o movimientos pueden no identificarse en forma exclusiva con éstos y pueden ser considerados como participantes de diferentes movimientos. Por ejemplo, en distintos momentos de su carrera, Ígor Stravinski puede ser considerado romántico, primitivista, neoclásico y serialista.

## Antecedentes y transición alsigloXX(1880-1910)

### Nacionalismo

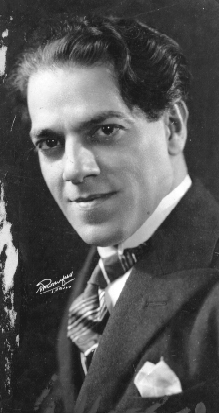
El compositor brasileño Heitor Villa-Lobos (1887-1959) fue el principal exponente del nacionalismo en Latinoamérica y uno de los compositores no europeos más importantes.

El Nacionalismo en música se refiere al uso de materiales que son reconocibles como nacionales o regionales. Por ejemplo, el uso directo de la música folclórica, y el uso de melodías, ritmos y armonías inspirados por la misma. El nacionalismo también incluye 
El nacionalismo es comúnmente relacionado al estilo del romanticismo y Postromanticismo de mediados del siglo XIX hasta mediados del siglo XX, al cual se le incorporan elementos locales o folclóricos, aunque existen evidencias del nacionalismo desde inicios del siglo XVIII. El término también es usado frecuentemente para describir la música del siglo XX de regiones no dominantes en la música, sobre todo de Latinoamérica, Norteamérica y Europa Oriental. Históricamente el nacionalismo musical del siglo XIX ha sido considerado como una reacción contra el dominio de la música romántica alemana.
Los países relacionados con mucha frecuencia al nacionalismo son: Rusia, Checoslovaquia, Polonia, Hungría, Noruega, Finlandia, Suecia, Grecia, Ucrania, España y Gran Bretaña en Europa, y Estados Unidos, México, Brasil, Argentina, Chile y Cuba en América. Algunos de los compositores más importantes comúnmente asociados al nacionalismo en el siglo XX fueron: el brasileño Heitor Villa-Lobos (el primer y más importante compositor latinoamericano en destacar en los círculos musicales de Europa), el checo Leos Janacek, el finés Jean Sibelius, el húngaro Bela Bartok, el español Manuel de Falla, el mexicano Silvestre Revueltas, el argentino Alberto Ginastera, o el estadounidense Aaron Copland, entre muchos otros.

### Post-Romanticismo

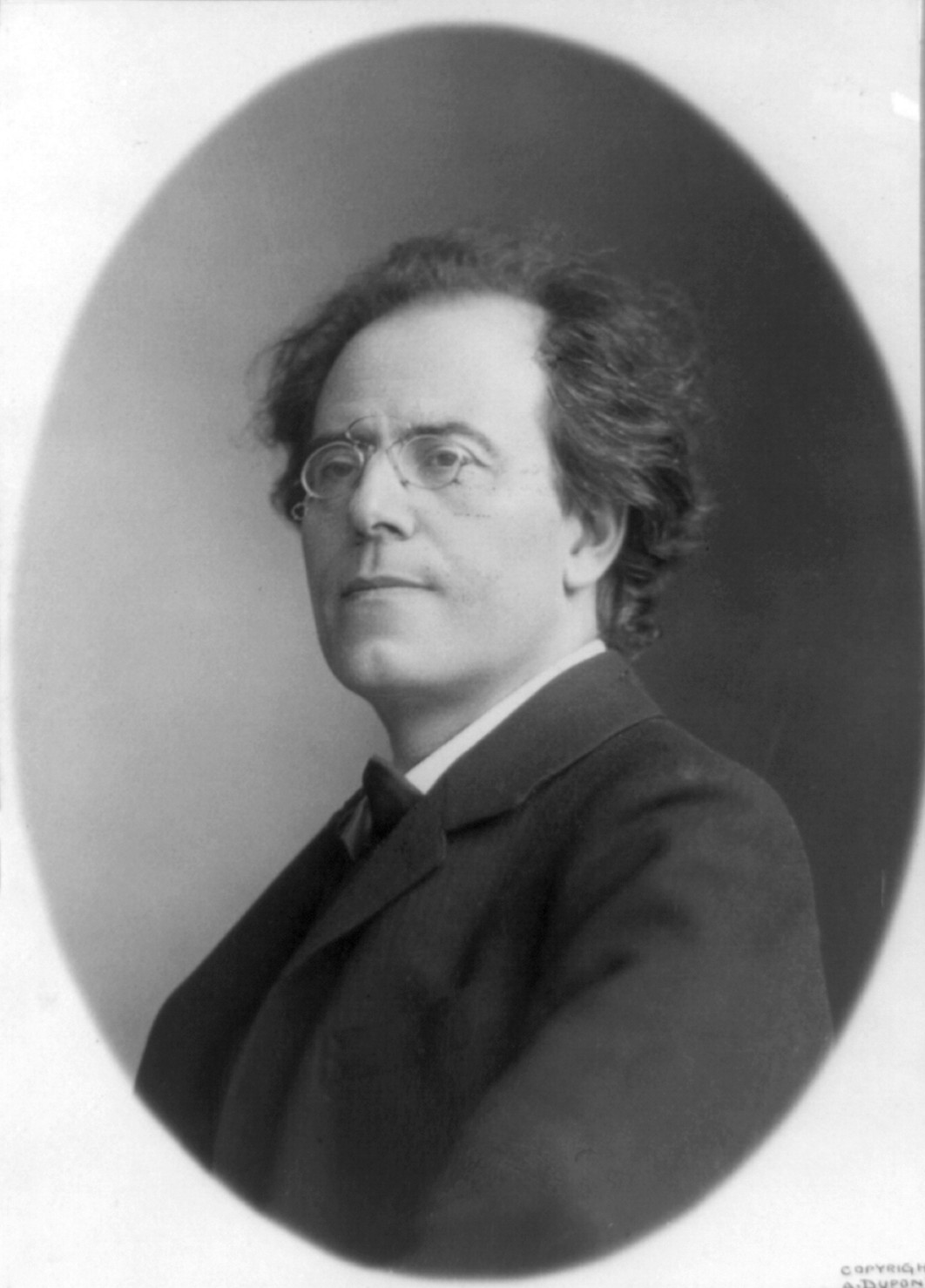
El compositor austriaco Gustav Mahler (1860-1911) fue el principal exponente del postromanticismo junto con Richard Strauss.

Particularmente en la primera parte del siglo, muchos compositores escribieron música que fue una extensión de la música romántica del siglo XIX. La armonía —salvo mayor complejidad— fue tonal, y los agrupamientos instrumentales tradicionales, como la orquesta o el cuarteto de cuerdas, se mantuvieron como los más usuales. Los músicos más representativos de este movimiento fueron Gustav Mahler, Richard Strauss y Serguéi Rajmáninov sin embargo muchos de los grandes compositores modernistas comenzaron sus carreras en este estilo tales como Bela Bartok, Igor Stravinsky y Arnold Schoenberg.
Muchos compositores prominentes —entre ellos Dmitri Kabalevski, Dmitri Shostakóvich y Benjamin Britten— hicieron significativos avances en el estilo y la técnica romántica mientras continuaban empleando un lenguaje melódico, armónico, estructural y textural relacionado con el del siglo XIX, accesible al auditorio promedio.

### Impresionismo

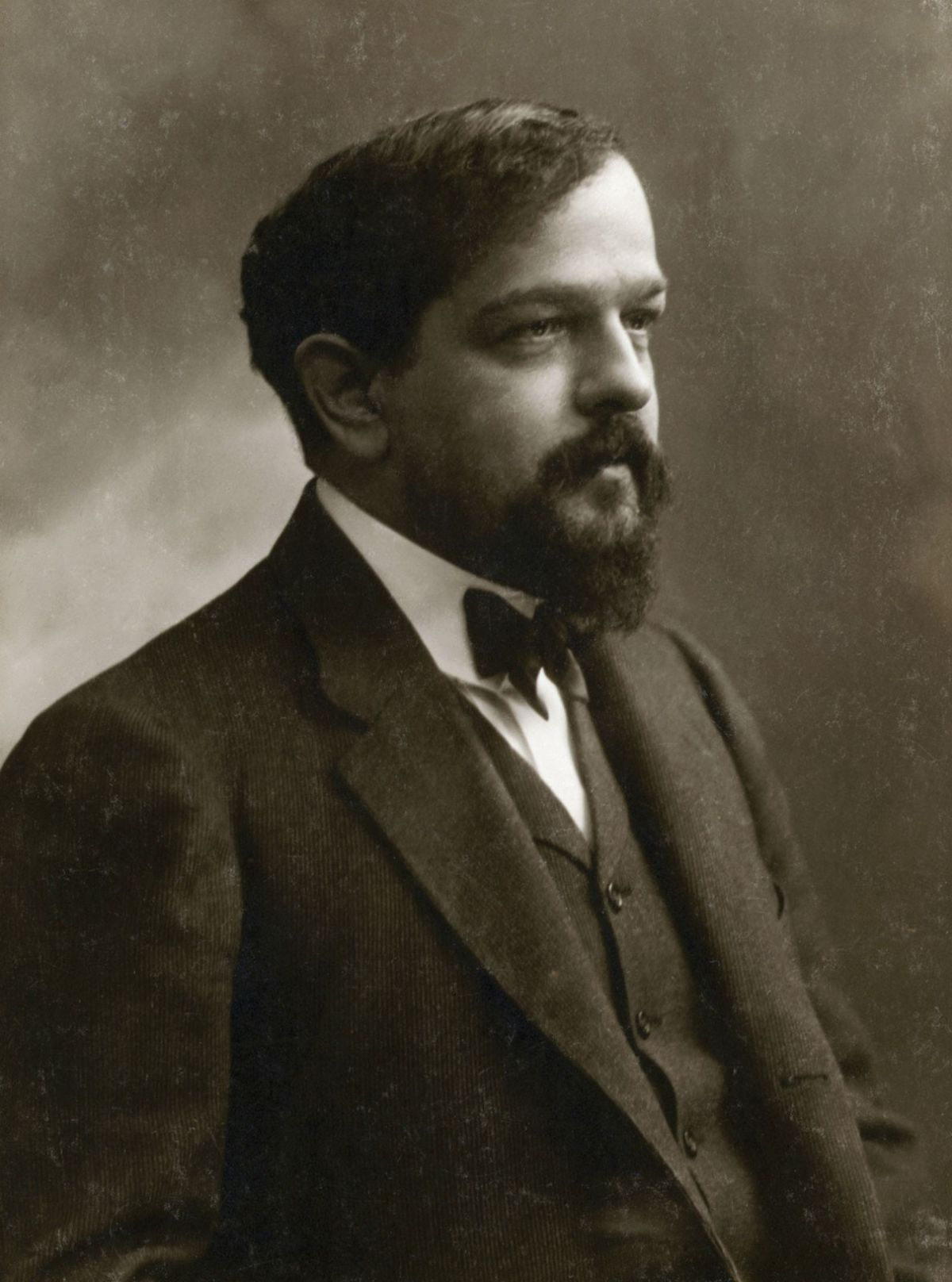
El compositor francés Claude Debussy (1862-1918) fue el creador del impresionismo

El Impresionismo musical es un movimiento musical surgido a finales del siglo XIX y principios del XX sobre todo en la música francesa. En el Impresionismo musical se da mucha importancia a los timbres, con los que se consiguen diferentes efectos y también se caracteriza porque los tiempos no son lineales sino que se ejecutan en sucesión de impresiones. Se relaciona de esta manera con el Impresionismo pictórico, que conseguía las imágenes mediante pequeñas pinceladas de color. 
Fue encabezado por los compositores franceses Claude Debussy y Maurice Ravel, aunque su precursor fue Erik Satie. El movimiento, influido por los pintores foco impresionistas franceses y por la poesía de Paul Verlaine, Charles Baudelaire y Stéphane Mallarmé, acentúa el color tímbrico y el humor en vez de estructuras formales tales como la sonata y la sinfonía. Debussy, que también era crítico musical, enfocó el impresionismo como reacción tanto al interés formal del clasicismo de compositores como Wolfgang Amadeus Mozart y la vehemencia emocional del romanticismo en compositores como Robert Schumann y Franz Schubert. Para la consecución de este fin Debussy combinó elementos innovadores y tradicionales. Por una parte, utilizó la escala de tonos enteros e intervalos complejos que hasta ese momento no se habían utilizado, desde la novena en adelante. También recurrió a los intervalos de cuartas y quinta paralelas propios de la música medieval. Estos recursos técnicos aparecen en el temprano poema sinfónico Preludio a la siesta de un fauno de 1894, basado en un poema de Mallarmé. La extensa obra pianística de Debussy requirió nuevas técnicas interpretativas, que incluían un generoso pero sensible uso de los pedales para crear un torrente indiferenciado de sonido.
La música impresionista francesa continuó su evolución en la obra de Maurice Ravel. Otros compositores de esta escuela en Francia fueron Paul Dukas, Gabriel Fauré, Albert Roussel, Alexis Roland-Manuel, André Caplet y Florent Schmitt. También influyó fuertemente en los compositores de la vecina España tales como Isaac Albeniz, Manuel de Falla, Joaquín Rodrigo y Enrique Granados quienes le dieron un toque nacional al estilo. 
El impresionismo, concebido por Debussy como tendencia contraria al romanticismo, fue visto como la fase final de la música romántica.

## Modernismo (1910-1975)
Se da el nombre de modernismo a una serie de movimientos basados en el concepto de que, siendo el siglo XX una época de fundamentales cambios sociales y tecnológicos, el arte debe adoptar y desarrollar estos principios como fundamento estético. El modernismo toma el espíritu progresista de fines del siglo XIX y su apego por el rigor del avance tecnológico, por lo que lo despega de las normas y formalismos del arte de la época y la tradición. De esta manera la característica principal del modernismo es la pluralidad del lenguaje, entendiendo que ningún lenguaje musical en particular asumió una posición dominante.
Técnicamente hablando el modernismo musical tiene tres características principales que lo distinguen de los períodos anteriores:
- La expansión o abandono de la tonalidad.
- El uso de las técnicas extendidas.
- La incorporación de sonidos y ruidos novedosos en la composición.

### Futurismo

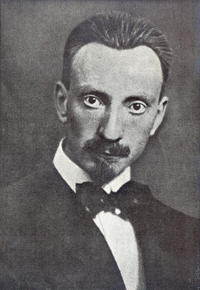
Luigi Russolo (1885-1947) compositor italiano que adhirió al manifiesto futurista y creó El arte de los ruidos como manifestación musical de este movimiento.

El futurismo fue uno de los movimientos iniciales de vanguardia en la Europa del siglo XX. Esta corriente artística fue fundada en Italia por el poeta italiano Filippo Tommaso Marinetti, quien redacta el Manifiesto Futurista, y lo publica el 20 de febrero de 1909 en el diario Le Figaro de París.
Este movimiento buscaba la ruptura con las tradiciones artísticas del pasado y los signos convencionales de la historia del arte. Intentó enaltecer la vida contemporánea, esto por medio de dos temas principales: la máquina y el movimiento. El futurismo recurría a cualquier medio de expresión; artes plásticas, arquitectura, poesía, publicidad, moda, cine y música; con el fin de construir de nuevo el perfil del mundo.
Los primeros trabajos futuristas en el campo de la música empezaron en 1910, mismo año en que se firma el Manifiesto de los músicos futuristas. Los principales compositores futuristas fueron los italianos Francesco Balilla Pratella  y Luigi Russolo. Russolo concibe en este manifiesto El arte de los ruidos de 1913, como una consecuencia a los estudios previamente realizados por Pratella. La «música de ruidos» fue posteriormente incorporada a las performances, como música de fondo o como una especie de partitura o guía para los movimientos de los intérpretes, además inventó una máquina de ruido llamada Intonarumori o "entonador de ruidos", que fue duramente criticada en su época. Entre sus obras más significativas destaca Los Relámpagos de 1910.
Russolo fue el antecedente de la música concreta, un lenguaje sonoro en el cual se utilizaba cualquier sonido, fuese este uno producido por la naturaleza o por la técnica (técnica gutural, fuesen palabras o un lenguaje inarticulado).

### Crisis de la tonalidad y atonalismo

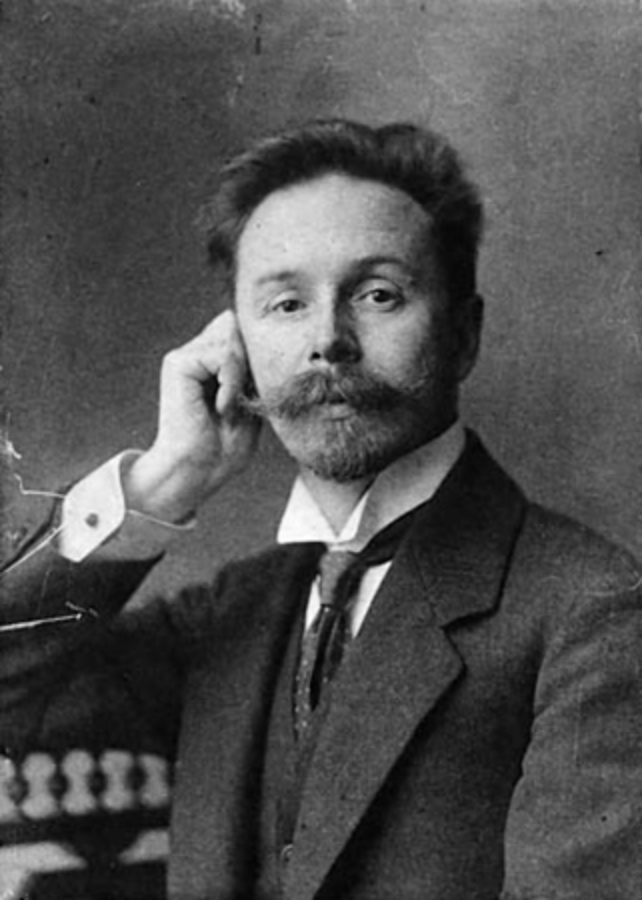
Aleksandr Skriabin (1872-1915) fue uno de los iniciadores del atonalismo, famoso por la utilización de su acorde místico.

Los primeros antecedentes de la música europea sin un centro tonal se encuentran en Franz Liszt con su  Bagatella sin tonalidad de 1885, período que ya se hablaba de una "crisis de la tonalidad". Esta crisis se generó a partir del uso cada vez más frecuente de acordes ambiguos, inflexiones armónicas menos probables, y las inflexiones melódicas y rítmicas más inusuales posibles dentro de la música tonal. La distinción entre lo excepcional y lo normal se hizo más y más borrosa, y como resultado, se produjo un aflojamiento concomitante de los enlaces sintácticos a través de los cuales los tonos y armonías habían sido relacionados entre sí. Las conexiones entre las armonías eran inciertas, las relaciones y sus consecuencias se volvieron tan tenues que apenas funcionaban en absoluto. A lo sumo, las probabilidades del sistema tonal se habían vuelto demasiado oscuras; en el peor de los casos, se estaban acercando a una uniformidad que proporcionan pocas guías para la composición o la escucha. 
A principios del siglo XX compositores como Claude Debussy, Aleksandr Skriabin, Béla Bartók, Paul Hindemith, Serguéi Prokófiev, Carl Ruggles, Ígor Stravinski y Edgar Varèse, escribieron música que se ha descrito, total o parcialmente, como atonal. Aleksandr Skriabin realizó un particular estilo de impresionismo y atonalidad, basando obras como Mysterium, El poema del éxtasis o Prometeo: El poema del fuego en un acorde por cuartas y tritonos llamado "acorde místico", muy alejado de los habituales acordes de tríada formados por intervalos de tercera.
La primera fase del atonalismo (antecesora del dodecafonismo), conocida como "atonalidad libre" o "cromatismo libre", implicó un intento consciente de evitar la armonía diatónica tradicional. Las obras más importantes de este periodo son la ópera Wozzeck (1917-1922) de Alban Berg y Pierrot Lunaire (1912) de Arnold Schönberg. El primer período de piezas libremente atonales de Schoenberg (de 1908 a 1923), tienen a menudo como un elemento integrador a una célula interválica que, además de la expansión se puede transformar en una fila de tonos, y en el que las notas individuales pueden "funcionar como elementos fundamentales, para permitir la superposición de estados de una célula básica o la interconexión de dos o más células básicas".
Otros compositores en Estados Unidos como Charles Ives, Henry Cowell y más adelante George Antheil, produjeron música impactante para la audiencia de la época por su desprecio de las convenciones musicales. Combinaron frecuentemente música popular con aglutinación o politonalidad, extremas disonancias, y una complejidad rítmica en apariencia inejecutable. Charles Seeger enunció el concepto de contrapunto disonante, una técnica usada por Carl Ruggles, Ruth Crawford-Seeger, y otros.

### Primitivismo

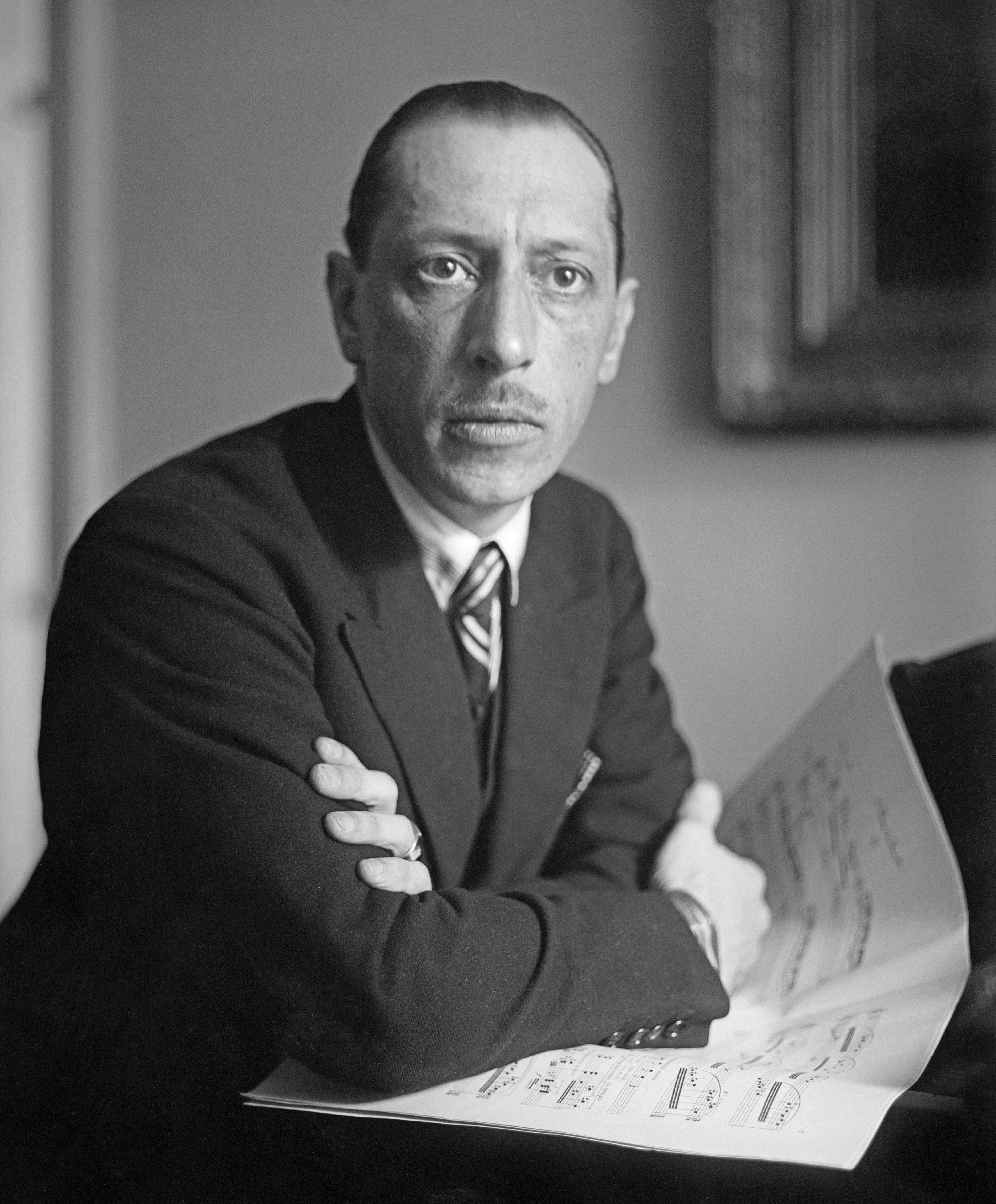
Igor Stravinsky (1882-1971), su obra La consagración de la primavera es considerada la obra más importante del.

El primitivismo fue un movimiento de las artes que pretendía rescatar el folclore más arcaico de ciertas regiones con un lenguaje moderno. Similar al nacionalismo en su afán por rescatar lo local, el primitivismo incorporó además métricas  y acentuaciones irregulares, un mayor uso de la percusión y otros timbres, escalas modales, y armonía politonal y atonal. Dentro de la música los dos gigantes de este movimiento fueron el ruso Igor Stravinsky y el húngaro Bela Bartok, aunque la obra de ambos sobrepasa con creces la denominación "primitivista".
El primero de los períodos estilísticos mayores de Stravinski (excluyendo algunos trabajos menores tempranos) fue inaugurado por los tres ballets que compuso para Diáguilev. Estos ballets tienen varias características compartidas: están hechos para ser interpretados por orquestas sumamente grandes; los temas y motivos argumentales se basan en el folclore ruso; y llevan la marca de Rimski-Kórsakov tanto en su desarrollo como en su instrumentación. El primero de los ballets, El pájaro de fuego (1910), es notable por su inusual introducción (tríos de cuerdas bajas) y barrido de la orquestación. Petrushka (1911), también se anota distintamente y es el primero de los ballets de Stravinski que utiliza la mitología folclórica Rusa. Pero es en el tercer ballet, La consagración de la primavera (1913), el que generalmente es considerado la apoteosis del "Período Primitivista Ruso" de Stravinski. Aquí, el compositor utiliza la brutalidad de la Rusia pagana, reflejando estos sentimientos en la agresiva interpretación, armonía politonal y ritmos abruptos que aparecen a lo largo del trabajo. Hay varios pasajes famosos en esta obra, pero dos son de nota particular: el primer tema basado en los sonidos del fagot con las notas en el límite de su registro, casi fuera de rango; y el ataque rítmicamente irregular (utilizando el recurso típico del período ruso stravinskiano de tomar una célula rítmica breve e ir desplazando su acentuación) de dos acordes superpuestos utilizando solo el talón del arco por las cuerdas y haciendo más evidente la reorganización permanentemente cambiante del motivo inicial, duplicando con los bronces los acordes que resultan acentuados cada vez. La consagración es generalmente considerada no solo la obra más importante del primitivismo o de Stravinsky, sino que de todo el siglo XX, tanto por su ruptura con la tradición, como por la influencia en todo el mundo.
Otras piezas destacadas de este estilo incluyen: El Ruiseñor (1914), Renard (1916), Historia de un soldado (1918), y Las bodas (1923), instrumentada para la original combinación de cuatro pianos y percusión, con participación vocal. En estas obras el músico llevó al límite la herencia de la escuela nacionalista rusa hasta prácticamente agotarla.

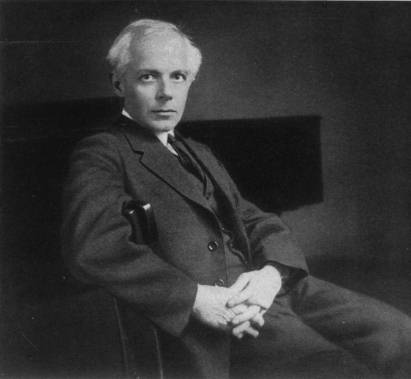
Bela Bartok (1881-1945) fue el creador de la etnomusicología, y gracias a sus investigaciones creó numerosas obras basadas en el folclor europeo.

Bartók fue un músico húngaro que destacó como compositor, pianista e investigador de música folclórica de la Europa oriental (especialmente de los Balcanes). Bartók fue uno de los fundadores de la etnomusicología, basada en las relaciones que unen la etnología y la musicología. A partir de sus investigaciones desarrolló un estilo muy personal e innovador.
A partir de 1905, profundiza sus conocimientos en la música tradicional y las canciones folclóricas magiares, en sintonía con el auge de los movimientos nacionalistas. Toma entonces conciencia de la necesidad de preservar la memoria musical tradicional de su país. Junto con Zoltán Kodály, comenzó a recorrer los pueblos de Hungría y Rumanía para recoger miles de melodías y canciones que transcribieron y grabaron con un gramófono. Extendieron luego esa labor a buena parte de los pueblos de la Europa central y hasta Turquía. Anteriormente, se pensaba que la música folclórica húngara se basaba en melodías zíngaras. Pero Bartók descubrió que las antiguas melodías húngaras se basaban en escalas pentatónicas, al igual que la música asiática o la de Siberia. Bartók escribió una buena cantidad de pequeñas piezas para piano derivadas de la música folclórica, y creó acompañamientos para canciones populares.
Nunca habló de su técnica compositiva, sino que ha sido el musicólogo húngaro Ernö Lendvai quien dedicó gran parte de su vida a descubrir las bases de este sistema. Según Lendvai, la música de Bartók está basada en gran parte en sus investigaciones con el folklore, en especial del húngaro, y podría dividirse en dos grandes bloques, distintos en cuanto a concepción pero complementarios entre sí, llegando a alternarse incluso en una misma obra en distintas secciones; son el sistema diatónico, basado en la música folklórica, sus modos y ritmos, en la escala acústica, y en otros procedimientos que no entraremos a valorar, y el Sistema cromático, influenciado también por el folklore, y que se basa por un lado en el Sistema axial, y por otro en la Proporción áurea.
Su obra más puramente "primitivista" sea probablemente Allegro Barbaro (1911), junto con una gran cantidad de canciones y danzas folclóricas que Bartok recopiló y musicalizó provenientes del oriente Europeo. Ese mismo año escribió la que fue su única ópera, El castillo de Barba Azul. Durante la Primera Guerra Mundial, escribió los ballets El príncipe de madera y El mandarín maravilloso, seguidos por dos sonatas para violín y piano, que son armónica y estructuralmente unas de sus más complejas piezas. Su afán de experimentación lo llevó a un estilo cada vez más único y genial, con obras como la Música para cuerda, percusión y celesta, la Sonata para dos pianos y percusión, además de 6 cuartetos de cuerda, la obra para piano Mikrokosmos, y los tres conciertos para piano y orquesta.

### Microtonalismo

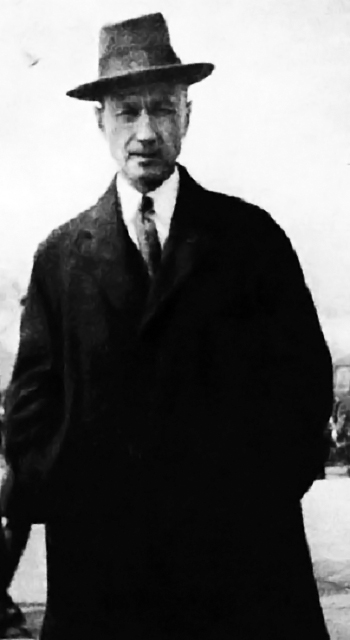
Charles Ives (1874-1954) fue uno de los más prominentes compositores de música microtonal, y el pionero en Estados Unidos.

El microtonalismo es la música que utiliza microtonos (los intervalos musicales menores que un semitono). El músico estadounidense Charles Ives definía a los microtonos de manera humorística como “las notas entre las teclas del piano”.
Experimentando con el violín en 1895, el mexicano Julián Carrillo (1875-1965) distingue dieciséis sonidos claramente diferentes entre las notas Sol y La emitidas por la cuarta cuerda de violín. Llamó a estas distinciones microtonales Sonido 13 y escribió sobre la teoría de la música y la física de la música. Inventó un simple notación numérica para representar las escalas musicales sobre la base de cualquier división de la octava, como tercios, cuartos, quintos, sextos, séptimos, y así sucesivamente (incluso escribió, la mayoría de las veces, para cuartos, octavos y dieciseisavos combinados, la notación es la intención de representar cualquier subdivisión imaginable). Inventó nuevos instrumentos musicales, y otros los adaptó para producir microintervalos. Compuso una gran cantidad de música microtonal y grabó 30 de sus composiciones. En los años 1910 y 1920, los cuartos de tono y otras subdivisiones de la octava recibieron la atención de otros compositores como Charles Ives, Alois Haba (1/4 y 1/6 de tono), Ivan Wyschnegradsky (1/4, 1/6, 1/12 y escalas no octabables), Ferruccio Busoni (quien hizo algunos experimentos infructuosos en la adaptación de un piano de tercios de tono), Mildred Couper y Harry Partch. Erwin Schulhoff dio clases de composición con cuartos de tono en el Conservatorio de Praga.
Destacados compositores microtonales o investigadores de los años 1940 y 1950 incluyeron a Adriaan Fokker (31 tonos iguales por octava), y a Groven Eivind. 
La música microtonal nunca tuvo demasiada aceptación y fue considerada en adelante casi exclusivamente por los músicos de Vanguardia.

### Segunda Escuela Vienesa, dodecafonismo y serialismo

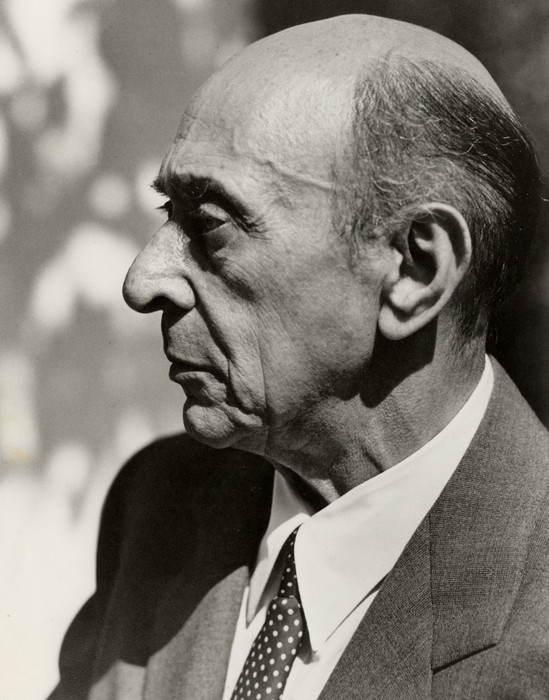
Arnold Schoenberg (1874-1951), músico austriaco fundador de la segunda escuela de Viena y creador del dodecafonismo.

Una de las más significativas figuras en la música del siglo XX es Arnold Schoenberg. Sus primeros trabajos pertenecen al estilo romántico tardío, influenciado por Richard Wagner y Gustav Mahler, pero al final abandonó el sistema de composición tonal para escribir música atonal. Con el tiempo, desarrolló la técnica del dodecafonismo, proponiéndola en 1923 en reemplazo de la organización tonal tradicional.
Sus alumnos Anton Webern y Alban Berg también desarrollaron y profundizaron el uso del sistema dodecafónico, y destacaron por el uso de tal técnica bajo reglas propias. Los tres son conocidos, familiarmente, como La Trinidad Schoenberg, o la Segunda Escuela Vienesa. Este nombre se creó para resaltar que esta Nueva Música tuvo el mismo efecto innovador que la Primera Escuela de Viena de Haydn, Mozart y Beethoven.
El dodecafonismo fue una forma de música atonal, con una técnica de composición en la cual las 12 notas de la escala cromática son tratadas como equivalentes, es decir, sujetas a una relación ordenada que (a diferencia del sistema mayor-menor de la tonalidad) no establece jerarquía entre las notas. Lo que hizo el fundador de la música dodecafónica, Schönberg, fue prohibir por estatuto usar una nota más que otra: la melodía dodecafónica debe llevar las 12 notas que hay en la escala cromática. Se escribe siguiendo el principio de que todos los doce semitonos o notas son de igual importancia. La relación interna se establece a partir del uso de una serie compuesta por las doce notas. El compositor decide el orden en que aparecen con la condición de que no se repita ninguna hasta el final.

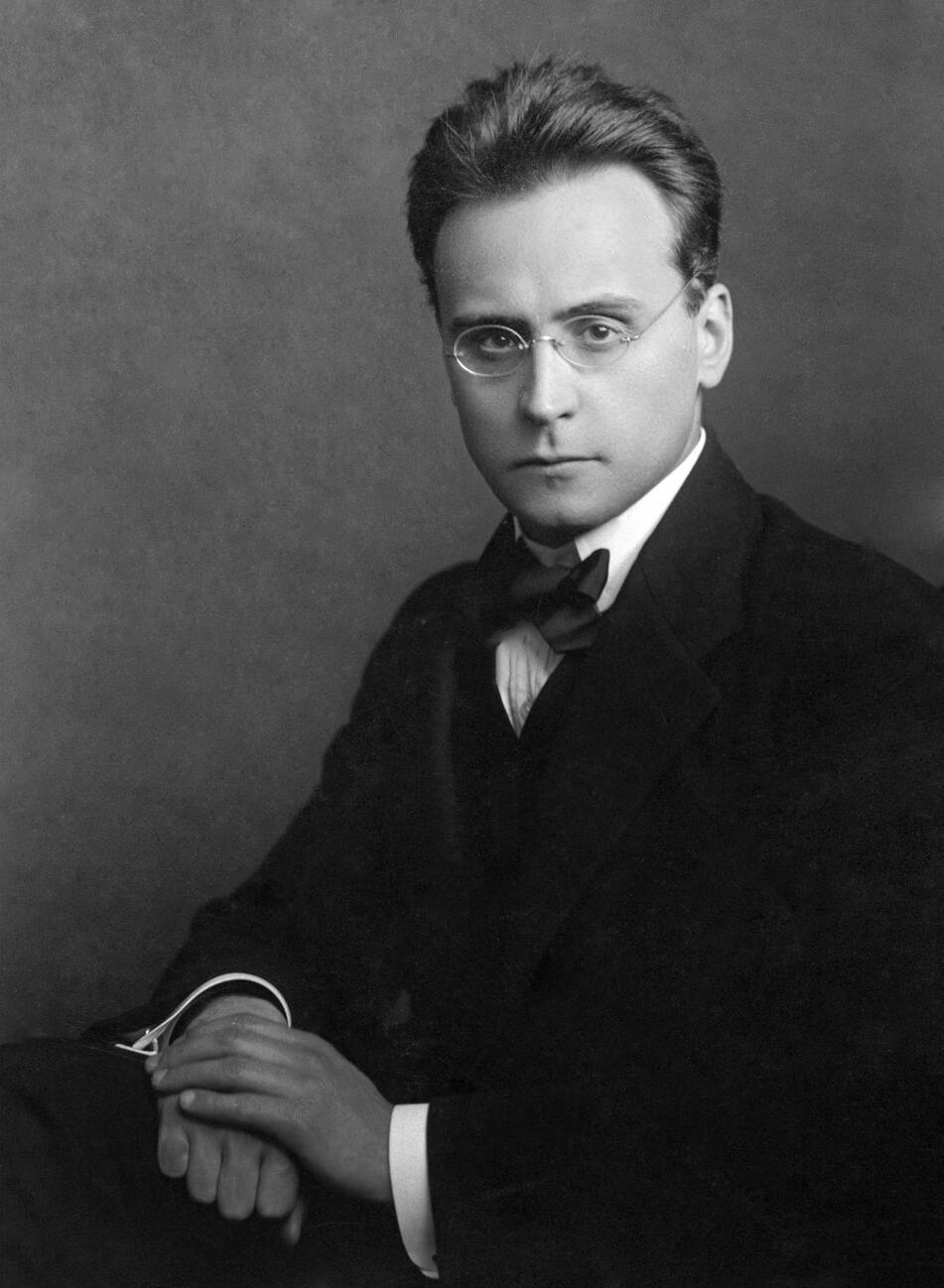
Anton Webern (1883-1945) discípulo de Schoenberg, desarrolló las ideas dodecafónicas y creó el serialismo integral.

La música de Schoenberg y la de sus seguidores fue muy controvertida en sus días, y así permanece todavía en alguna medida. Como carece de un sentido de melodía definida, algunos oyentes la encontraban —y todavía la encuentran— difícil de seguir.
A pesar de ello, actualmente se siguen interpretando, estudiando y escuchando obras como Pierrot Lunaire, mientras que se han olvidado otras composiciones contemporáneas que en su momento se consideraban más aceptables. En gran medida, la causa de esto es que su estilo pionero resultó muy influyente, incluso entre compositores que continuaron componiendo música tonal. A partir de ellas, muchos compositores han escrito música que no está basada en la tonalidad tradicional.
El serialismo integral representa un paso más adelante del dodecafonismo, y fue creada por el que fue discípulo de Schönberg, Anton Webern: se establece un orden no solo para la sucesión de las diferentes alturas, sino para la sucesión de las diferentes duraciones (las "figuras", como la negra, corchea, etc.) y la sucesión de las dinámicas (los niveles de intensidad sonora), como también para la articulación. Todas estas series se repiten durante el transcurso de una obra. La técnica se ha llamado serialismo integral para distinguirla del serialismo limitado del dodecafonismo. Irónicamente, después de años de impopularidad, el estilo puntillista de Webern —en el que los sonidos individuales son cuidadosasmente ubicados en la obra de manera que cada uno tiene importancia— se convirtió en norma en Europa durante los años cincuenta y sesenta, y fue muy influyente entre compositores de la postguerra como Olivier Messiaen, Pierre Boulez, Luciano Berio, Luigi Nono, Karlheinz Stockhausen e Igor Stravinsky.

### Neoclasicismo
El neoclasicismo en música refiere al movimiento del siglo XX que retomó una práctica común de tradición en cuanto a la armonía, la melodía, la forma, los timbres y los ritmos, pero mezclada con grandes disonancias atonales y ritmos sincopados, como punto de partida para componer música. Ígor Stravinski, Paul Hindemith, Serguéi Prokófiev, Dmitri Shostakóvich y Béla Bartók son los compositores más importantes usualmente mencionados en este estilo, pero también el prolífico Darius Milhaud y sus contemporáneos Francis Poulenc y Arthur Honegger.
El neoclasicismo nació al mismo tiempo que el retorno general a modelos racionales en las artes, en respuesta a la Primera Guerra Mundial. Más pequeño, más escaso, más ordenado fueron las tendencias concebidas como respuesta a la saturación emocional que muchos sintieron había empujado a la gente a las trincheras. Teniendo en cuenta que los problemas económicos favorecían grupos más pequeños, la búsqueda por hacer “más con menos” se tornó en consecuencia una práctica obligada. Historia del soldado de Stravinski es por esta razón una semilla de pieza neoclásica, como sucede también en el concierto Los robles de Dumbarton, en su Sinfonía para instrumentos de viento o en la Sinfonía en do. La culminación neoclásica de Stravinski es su ópera El progreso del libertino («Rake's Progress»), con libreto del bien conocido poeta modernista W. H. Auden.
Durante un tiempo, el alemán Paul Hindemith fue rival de Stravinski en el neoclasicismo, mezclando punzantes disonancias, polifonía y cromatismo libre dentro de un estilo utilitario.
Hindemith produjo trabajos de cámara y orquestales en este estilo, quizá el más famoso de ellos sea Mathis der Maler. Su producción de cámara incluye su Sonata para corno inglés y piano, un trabajo expresionista lleno de detalles oscuros y conexiones internas.

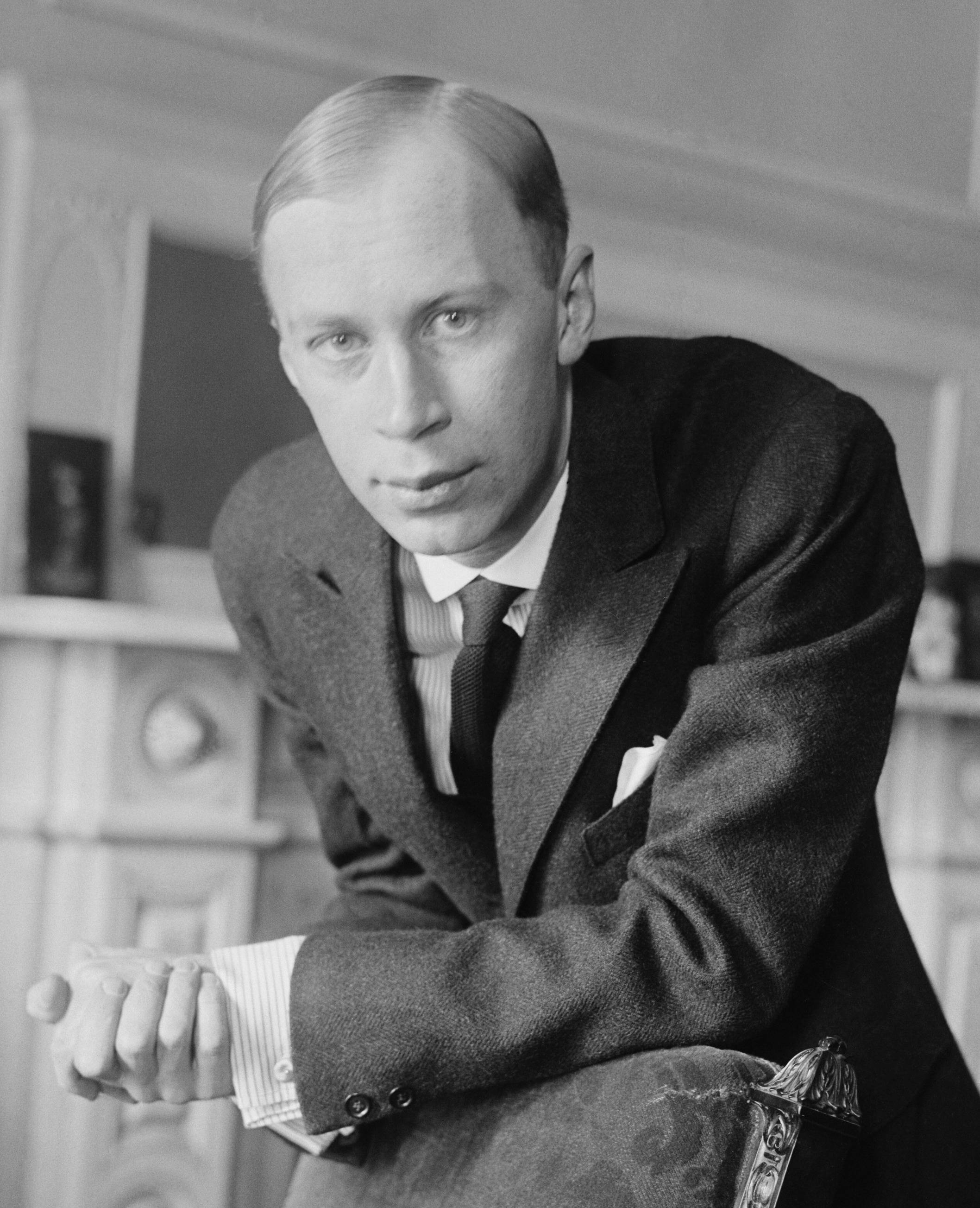
Serguéi Prokófiev (1881-1953) fue un destacado compositor ruso.

El neoclasicismo encontró una audiencia interesada en EE. UU.; la escuela de Nadia Boulanger promulgó ideas musicales basadas en la comprensión de la música de Stravinski. Entre sus estudiantes se encuentran músicos neoclásicos como Elliott Carter (en su primer época), Aaron Copland, Roy Harris, Darius Milhaud, Astor Piazzolla y Virgil Thomson.
El rasgo más audible del neoclasicismo son melodías que usan la tercera como intervalo fijo, y agregan cromáticamente notas disonantes al ostinato, bloques armónicos y mezcla libre de polirritmos. El neoclasicismo ganó gran aceptación de la audiencia con rapidez, y fue internalizado por aquellos opositores al atonalismo como la verdadera música moderna.
En el contexto de la Unión Soviética, particularmente durante el gobierno de Iósif Stalin, el neoclasicismo se ubicó dentro del realismo socialista. Esta fue una corriente estética cuyo propósito fue expandir el conocimiento de los problemas sociales y las vivencias de los hombres por medio del arte. De esta manera los prominentes compositores Serguéi Prokófiev y Dmitri Shostakóvich tuvieron que componer forzadamente en este estilo, incorporando elementos nacionalistas y valores comunistas, pues cualquier tipo de vanguardia se consideraba como parte de la decadencia de la burguesía de occidente.

### Música electrónica y concreta
Los avances tecnológicos en el siglo XX permitieron a los compositores utilizar medios electrónicos para producir sonidos. En Francia se desarrolló la música concreta escuela que producía sonidos existentes en el mundo. Se llama concreta porque según Pierre Schaeffer, su inventor, planteaba que está producida por objetos concretos y no por los abstractos que serían los instrumentos musicales tradicionales.  El primero que dispuso de esos medios fue Edgar Varese, quien presentó Poème électronique en el pabellón Philips de la Exposición de Bruselas en 1958. En 1951, Schaeffer, junto a Pierre Henry, crearon el Grupo de Investigación de Música Concreta en París. Pronto atrajo un gran interés, y entre los que se acercaron se encontraban diferentes compositores significativos como Olivier Messiaen, Pierre Boulez, Jean Barraqué, Karlheinz Stockhausen, Edgard Varese, Iannis Xenakis, Michel Philippot y Arthur Honegger. La producción compositiva entre 1951 y 1953 comprendió Étude I (1951) y Étude II (1951) por Boulez, Timbres-durées (1952) por Messiaen, Étude (1952) por Stockhausen, Le microphone bien tempéré (1952) y La voile d’Orphée (1953) por Henry, Étude I (1953) por Philippot, Étude (1953) por Barraqué, las piezas mezcladas Toute la lyre (1951) y Orphée 53 (1953) por Schaeffer/Henry, y la música para película Masquerage (1952) por Schaeffer y Astrologie (1953) por Henry. En 1954 Varèse y Honegger visitaron el estudio para trabajar en las partes en cinta de Déserts y La rivière endormie.
En Alemania en cambio la forma de usar la tecnología se llamó música electrónica, que es aquella que utiliza solamente sonidos producidos electrónicamente. El primer concierto tendría lugar en Darmstadt en 1951, sin embargo la primera obra de importancia sería El canto de los adolescentes de Karlheinz Stockhausen de 1956. 
En EE. UU., Milton Babbitt usó el sintetizador RCA Mark II para crear música. 
Otros compositores abandonaron los instrumentos convencionales, y usaron cintas magnéticas para crear música, grabar sonidos, y manipularlos de alguna manera. Hymnen (de Stockhausen), Déserts (de Edgard Varése) y Sincronismos (de Mario Davidovsky) ofrecen unos pocos ejemplos. Esta posibilidad tomó muchas formas: algunos compositores simplemente incorporaron instrumentos electrónicos dentro de piezas relativamente convencionales. Olivier Messiaen, por ejemplo, usó las Ondas Martenot en cierto número de trabajos.
Oskar Sala creó la pista no musical para la película Los pájaros (de Alfred Hitchcock) usando el trautonium, un instrumento electrónico que él mismo ayudó a desarrollar. Morton Subotnick proveyó la música electrónica para 2001, una odisea del espacio. Otros compositores como Luigi Russolo, Mauricio Kagel y Joe Meek también aportaron a la investigación y exploración de la música electrónica.
Iannis Xenakis es otro compositor moderno que ha usado computadoras e instrumentos electrónicos (incluido uno inventado por él) en muchas composiciones. Algunos de estos trabajos electrónicos son piezas suavemente ambientadas, y otras muestran una violenta y salvaje sonoridad. Compositores como Alvin Lucier, Gordon Mumma y David Tudor crearon e interpretaron música electrónica en vivo, a menudo diseñando sus propios instrumentos o usando cintas. En el siglo XX florecieron una cantidad de instituciones especializas en música electrónica, siendo quizá el IRCAM de París la más conocida.
En Latinoamérica, la música electrónica  también tuvo sus pioneros, destacando el compositor brasileño Jorge Antunes quien, en 1961, construyó su propio equipo electrónico, iniciando investigaciones en el área. Valsa Sideral, de Antunes, fue la primera obra musical brasileña en utilizar exclusivamente sonidos electrónicos.

### Música aleatoria y vanguardismo radical

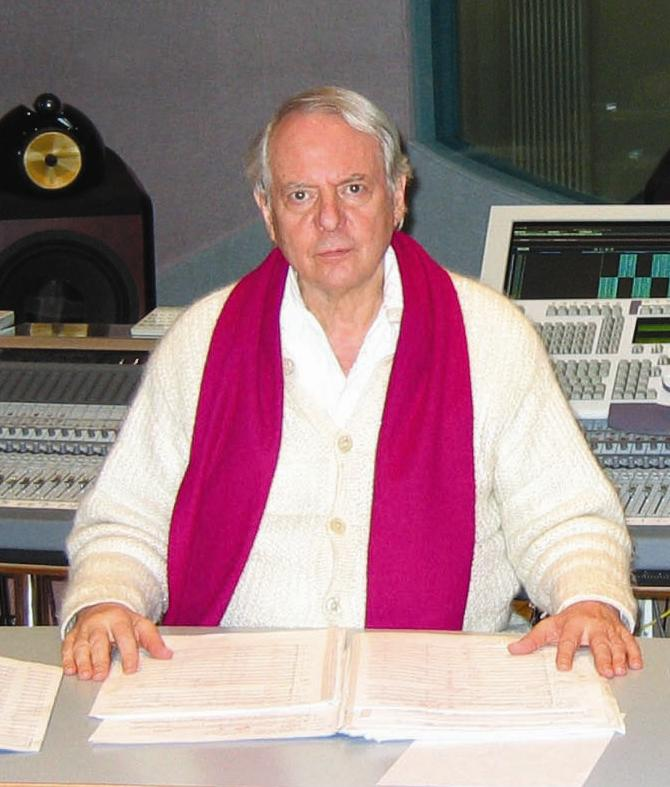
El compositor alemán Karlheinz Stockhausen (1928-2007) fue pionero en muchas de las formas musicales vanguardistas del, especialmente en las más radicales.

Si bien el modernismo en sí es música de vanguardia, el vanguardismo dentro de ella se refiere a los movimientos más radicales y controversiales, donde el concepto de música llega hasta sus límites -si no ya los sobrepasa- utilizando elementos como ruidos, grabaciónes, el sentido del humor, el azar, la improvisación, el teatro, el absurdo, el ridículo, o la sorpresa. Dentro de los géneros generalmente ubicados dentro de esta corriente radical se encuentra la música aleatoria, la música electrónica en vivo, el teatro musical, la música ritual, la composición de procesos, el happening musical, o la música intuitiva, entre muchas otras. Entre los compositores más trascendentales que incursionaron en estas aventuras se encuentra John Cage en América y Karlheinz Stockhausen en Europa.
La música aleatoria o de azar es una técnica compositiva musical basada en el recurso a elementos no regulados por pautas establecidas y en la que adquiere un papel preponderante, es la improvisación a partir de las secuencias no estructuradas. Tales rasgos improvisadores pueden fijarse en la creación del autor o en el desarrollo de la propia interpretación. Es frecuente, en consecuencia, la composición de piezas aleatorias en las que el ejecutante determina la estructura final de la obra, mediante la reordenación de cada una de las secciones de la misma, o incluso mediante la interpretación simultánea de varias de ellas.
El azar es un rasgo definitorio de esta técnica compositiva que alcanzaría una notable difusión a partir de la década de 1950. Las corrientes aleatorias tuvieron algunas de sus más significativas representaciones en las creaciones del estadounidense John Cage con Music of Changes (1951) o 4′33″ (probablemente la obra más radical del siglo XX, famosa por consistir en la indicación de no tocar por 4 minutos y 33 segundos). También fue notable el uso del I Ching, un antiguo texto chino clásico sobre eventos cambiantes, el cual se convirtió en la herramienta compositiva habitual de Cage. Conocido también por la invención del piano preparado, compuso varias obras entre las que destaca Sonatas e interludios. El alemán Karlheinz Stockhausen con Hymnen (1967), y la electrónica Gesang der Jünglinge, fueron hitos importantes. Otros compositores como los italianos Bruno Maderna y Franco Donatoni, el polaco Witold Lutosławski, el griego Iannis Xenakis, el húngaro Gyorgy Ligeti, el español Luis de Pablo, los argentinos Alberto Ginastera, y Mauricio Kagel y los franceses Edgar Varese y Pierre Boulez también fueron significativos.
Las más destacadas modalidades en las que se plantea la creación aleatoria en la música contemporánea son la forma móvil, que impone diversas soluciones interpretativas de rango equiparable; la forma variable, en la que predomina la improvisación; y el llamado work in progress, que constituye el máximo grado de azar en la ejecución de la pieza. En todas ellas suelen incorporarse instrumentos clásicos, con especial atención al piano, y medios de ejecución electrónicos tales como sintetizadores, distorsionadores y cintas grabadas.

### Micropolifonía y masas sonoras

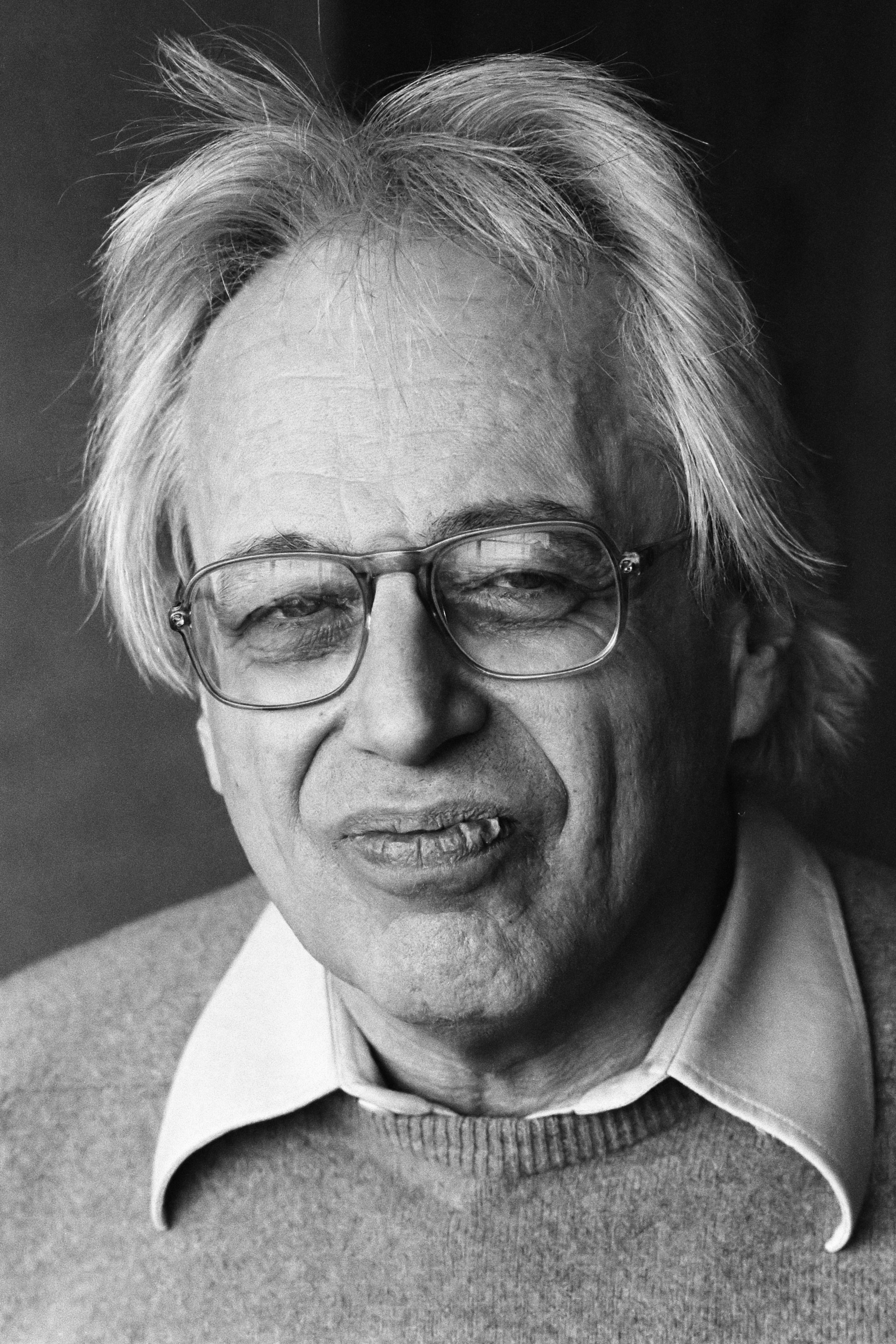
Gyorgy Ligeti (1923-2006) fue el principal exponente de la técnica micropolifónica, así como también de las masas sonoras. Su música y estilo trascendió además al ser utilizada por Stanley Kubrick en varias de sus películas

En palabras de David Cope la micropolifonía se trata de «una simultaneidad de diferentes líneas, ritmos y timbres». La técnica fue desarrollada por György Ligeti, quien la explicó así: «La compleja polifonía de las voces individuales está enmarcada en un flujo armónico-musical, en el que las armonías no cambian súbitamente, sino que se van convirtiendo en otras; una combinación interválica discernible va gradualmente haciéndose borrosa, y de esta nubosidad es posible sentir que una nueva combinación interválica está tomando forma».
«La micropolifonía se asemeja a los clústers, pero difiere de ellos en el uso que hace de líneas más dinámicas que estáticas». 
El primer ejemplo de micropolifonía en la obra de Ligeti se produce en el segundo movimiento de su composición orquestal Apparitions. También son pioneras en la aplicación de esta técnica su siguiente trabajo para orquesta Atmosphères y el primer movimiento de su Requiem, para soprano, mezzosoprano, coro mixto y orquesta sinfónica. Esta última obra alcanzó gran popularidad debido a que formó parte de la banda sonora de la película de Stanley Kubrick 2001: Una odisea del espacio
La técnica de la micropolifonía es más fácil de aplicar con agrupaciones más grandes o con instrumentos musicales polifónicos como el piano. 
Aunque el Poème Symphonique para 100 metrónomos crea «micropolifonía de una complejidad sin parangón». 
Muchas de las piezas para piano de Ligeti son ejemplos de micropolifonía aplicados a esquemas rítmicos derivados del complejo "minimalismo" de Steve Reich y de la música de los pigmeos.

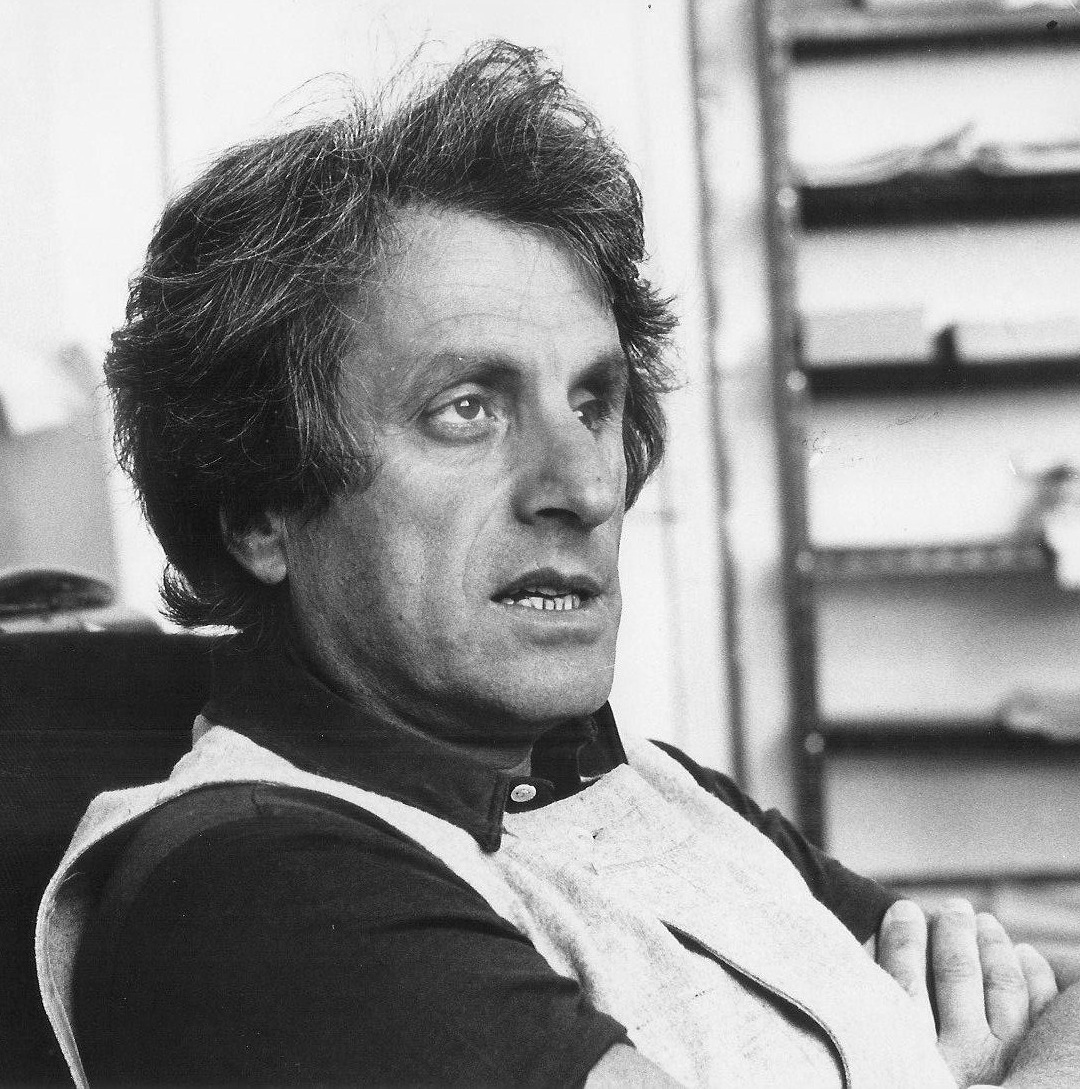
El griego Iannis Xenakis (1922-2001) trabajó bajo técnicas que utilizaban modelos matemáticos, masas sonoras y micropolifonía.

Intrínsecamente relacionada con la micropolifonía esta la masa de sonido o masa sonora que es una textura musical cuya composición, en contraste con otras texturas más tradicionales, «minimiza la importancia de las alturas musicales individuales para preferir la textura, el timbre y la dinámica como principales formadores del gesto y el impacto».
Esta técnica fue desarrollada partiendo de los clústers utilizados por el modernismo musical y después se extendió a la escritura orquestal hacia finales de los años 1950 y 60. La masa sonora «difumina la frontera entre el sonido y el ruido».
Una textura puede disponerse de tal manera que «esté muy próxima al status de conjunto fusionado de timbres de un único objeto, por ejemplo el hermoso acorde Northern lights, en una distribución muy interesante de alturas, produce un sonido fusionado que se apoya en un redoble de platillo suspendido».
Otros de los compositores más importantes de esta técnica fueron el polaco Krzysztof Penderecki con su obra Treno a las víctimas de Hiroshima y el griego Iannis Xenakis con su obra Metástasis.

### Minimalismo

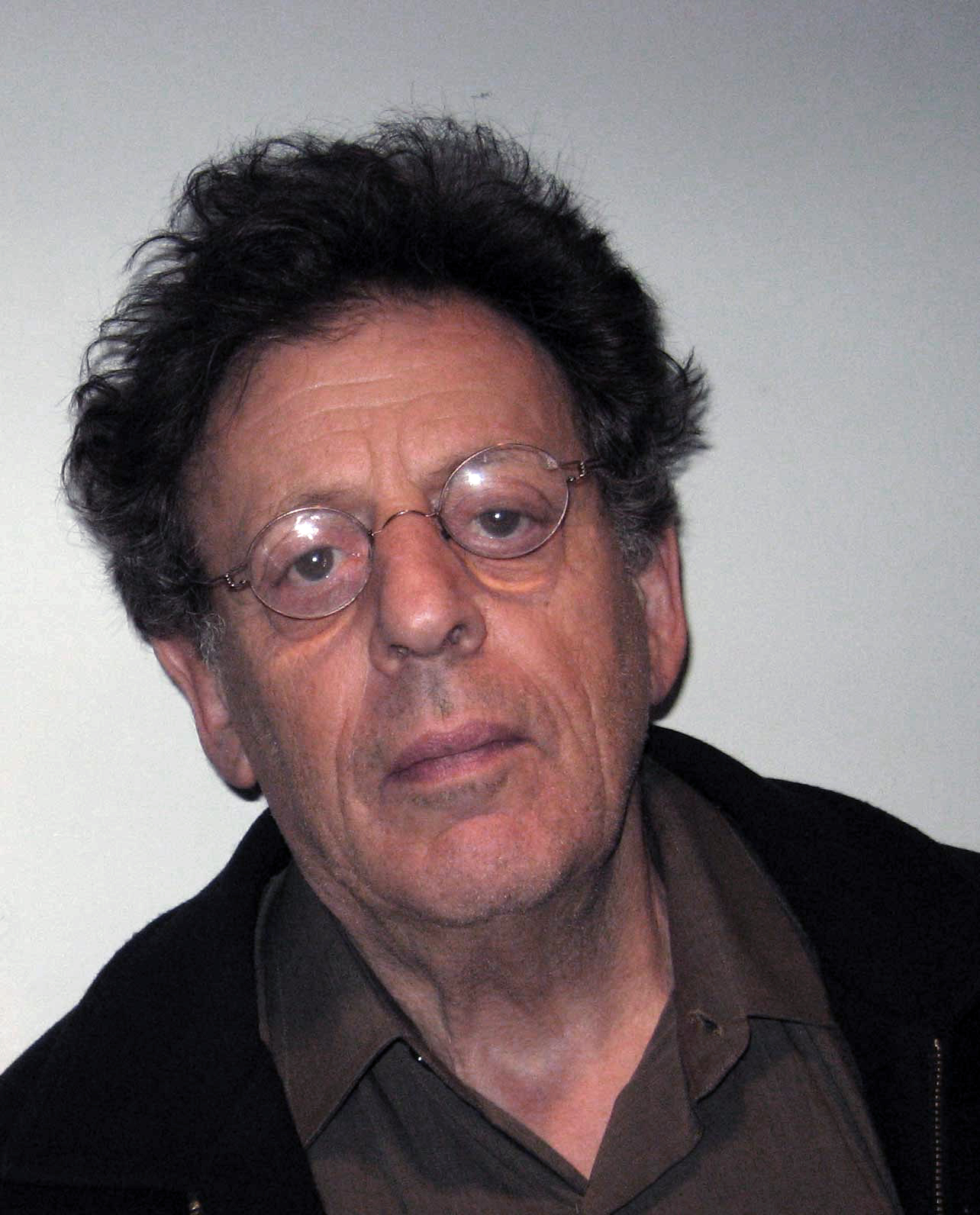
Philip Glass (1987) fue uno de los iniciadores del movimiento minimalista en Estados Unidos, y es actualmente uno de los compositores doctos más famosos del mundo.

Varios compositores de la década de los sesenta comenzaron a explorar lo que ahora llamamos minimalismo. La más específica definición de minimalismo refiere al dominio de los procesos en música donde los fragmentos se superponen en capas unos a otros, a menudo se repiten, para producir la totalidad de la trama sonora. Ejemplos tempranos incluyen In C (de Terry Riley) y Drumming (de Steve Reich). La primera de estas obras hizo que Riley fuera considerado por muchos el padre del minimalismo; es una pieza formada por celdas melódicas comprimidas, que cada intérprete en un conjunto toca a su propio tempo. La onda minimalista de compositores —Terry Riley, Philip Glass, Steve Reich, La Monte Young, John Adams y Michael Nyman, para nombrar los más importantes— deseaban hacer la música accesible para los oyentes comunes, expresando cuestiones específicas y concretas de la forma dramática y musical, sin ocultarlas bajo la técnica, sino más bien haciéndolas explícitas, volviendo a las tríadas mayores y menores de la música tonal, pero sin utilizar la funcionalidad armónica tradicional.

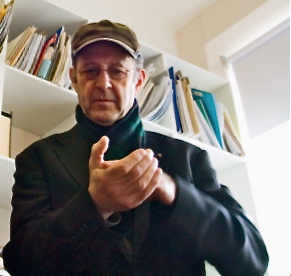
Steve Reich (1936), creador de los efectos de fase repetidos y otras de las técnicas más utilizadas en el minimalismo.

Una diferencia clave entre el minimalismo y la música previa es el uso de diferentes celdas "fuera de fase", a gusto de los intérpretes; compare esto con la obertura de El oro del Rin de Richard Wagner, donde a pesar del uso de tríadas de celdas, cada parte está controlada por un mismo impulso y se mueve a la misma velocidad.
La música minimalista resulta controvertida para oyentes tradicionales. Sus críticos la encuentran demasiado repetitiva y vacía, mientras que sus defensores argumentan que los elementos fijos que a menudo son permanentes producen mayor interés en los pequeños cambios. De todas formas, el minimalismo han inspirado e influenciado a muchos compositores habitualmente no etiquetados como minimalistas (como Karlheinz Stockhausen y György Ligeti). Compositores como Arvo Pärt, John Tavener y Henryk Górecki, cuya Sinfonía N.º 3 fue el álbum clásico más vendido en los años noventa, encontraron gran éxito en lo que se ha dado en llamar “minimalismo feliz” en obras de profundo sentido religioso.
La siguiente ola de compositores que incursionaron en este estilo no son llamados minimalistas por algunos, pero sí por otros. Por ejemplo, el compositor de ópera John Adams, y su alumno Aaron Jay Kernis. La expansión del miminalismo de un sistema musical a música dependiente de la textura para acompañar el movimiento ha generado una diversidad de composiciones y compositores.

### Influencias del jazz

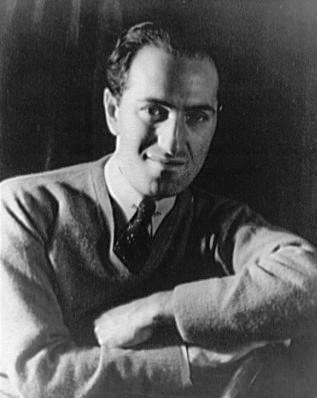
George Gershwin (1898-1937) compuso tanto en el jazz como en la música clásica y fue el pionero en crear la fusión de ambos de manera exitosa

Desde principios del siglo la música afroamericana y el jazz influyó notablemente a compositores dentro y fuera de Estados Unidos. Dentro del país americano destacó Charles Ives y por sobre todos George Gershwin. Sin embargo compositores afroamericanos más vinculados al jazz también incursionaron en obras que estaban en un límite poco claro entre ambas músicas. Compositores tales como Will Marion Cook, Scott Joplin y Duke Ellington tuvieron una influencia indiscutida en la música docta de Estados Unidos.
Algunas de las obras más importantes de principios de siglo que combinaron elementos del lenguaje del jazz con estilos clásicos fueron Rhapsody in Blue de George Gershwin, Children's Corner de Claude Debussy,  los conciertos para piano en Re y en Sol de Maurice Ravel, el Ragtime para 11 instrumentos de Ígor Stravinski, o la Suite para piano 1922 de Paul Hindemith, entre muchas otras.
En la segunda mitad del siglo XX surgió el movimiento llamado Third Stream, literalmente Tercera corriente, aplicado a un estilo de hacer música que en los años 50 y 60 pretendió ofertar una vía de desarrollo que integraba las técnicas tanto del jazz como de la música clásica.
El término Third Stream fue acuñado por el compositor y solista de trompa, Gunther Schuller, a finales de los años 50, para describir la música que estaban desarrollando algunos artistas intentando establecer un puente entre las disciplinas y formas musicales europeas y el espíritu y la técnica del jazz. A tal fin, Schuller fundó un "Third Stream Department", en el Conservatorio de Nueva Inglaterra.
En sentido amplio, la tercera corriente es parte de un proceso general de abolición de barreras musicales entre las diferentes clases de música. El origen del estilo suele fijarse en la evolución generada a partir de los postulados del Cool y el West Coast jazz, lo que sitúa a muchos otros músicos en la frontera entre ambos.
El trombonista y violonchelista David Baker, el pianista Ran Blake, o el saxofonista y arreglista Bob Graettinger, fueron algunos de los músicos más implicados en la búsqueda de una verdadera third stream, aunque en el entorno de este estilo se han movido un importante número de músicos de peso en la historia del jazz: Modern Jazz Quartet, Gil Evans, Don Ellis, Bill Russo, George Russell, sin necesidad de irse a fusiones mucho más evidentes, como los arreglos de Jacques Loussier sobre la música de Bach.
Las opciones menos pretenciosas de esta corriente, acaban generando la aparición de un género típicamente europeo, asentado en sellos como ECM, que se conforman en grupos inusuales, dúos o solistas, que prescinden de un gran número de los elementos que habían caracterizado el jazz de los años 40 y 50: Explosiva energía, dureza, expresividad, intensidad, éxtasis y aceptación de la fealdad, para impulsar una estetización del jazz. 
Hacia finales del siglo XX el jazz europeo contemporáneo y la música clásica contemporánea se encuentran un estado de indiferenciación casi absoluta.

### Música cinematográfica

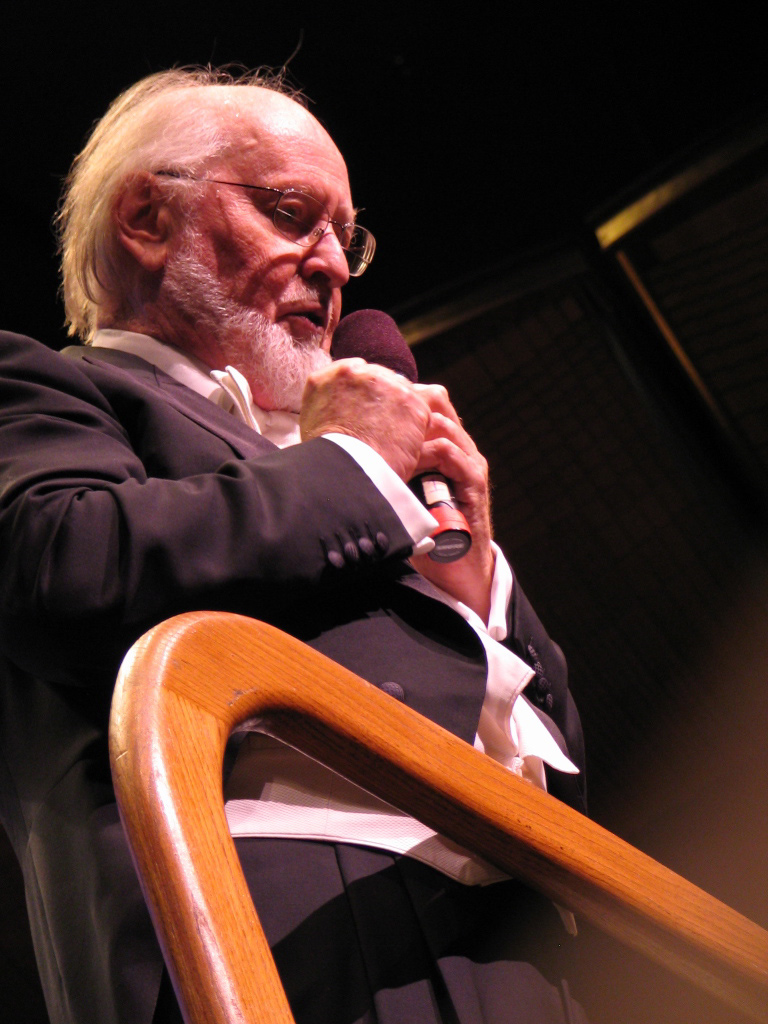
John Williams (1932) creador de la música de Star Wars y otras de las más taquilleras películas de Hollywood.

Desde la llegada del cine sonoro a principios de la década de los 30', la música cumplió un rol crucial en la industria y el arte del cine. 
Muchos de los grandes compositores de la década tales como los rusos Prokófiev y Shostakovich, incursionaron también en esta área. Sin embargo llaman la atención ciertos compositores que se dedicaron casi exclusivamente a trabajar a través del cine.
Aunque las musicalización de largometrajes durante los años 1940 estaban rezagadas décadas detrás de las innovaciones técnicas en el campo de la música de concierto, la década de 1950 vio el auge de la música para el cine modernista. El director Elia Kazan fue abierto a la idea de las influencias del jazz y las obras disonantes y trabajó con Alex North, cuya partitura de A Streetcar Named Desire (1951) combina la disonancia con elementos de blues y jazz. Kazan también se acercó a Leonard Bernstein para musicalizar On the Waterfront (1954) y el resultado fue una reminiscencia de las primeras obras de Aaron Copland e Igor Stravinsky, con sus "jazz basados en armonías y emocionantes ritmos aditivos". Un año después, Leonard Rosenman, inspirado por Arnold Schoenberg, experimentó con la atonalidad en sus calificaciones de al Este del Edén (1955) y Rebelde sin causa (1955). En sus diez años de colaboración con Alfred Hitchcock, Bernard Herrmann experimentó con ideas en Vértigo (1958), Psycho (1960) y Los pájaros (1963). El uso de la música no-diegética de jazz fue otra innovación modernista, como la musicalización de la estrella del jazz Duke Ellington a la obra de Otto Preminger Anatomía de un asesinato (1959).
Dentro de las grandes obras musicales del cine se encuentran Max Steiner con; The Informer (1935), La extraña pasajera (Now, Voyager, 1942), y Since You Went Away (1944), King Kong (1933), Little Women (1933), Jezebel (1938), Casablanca (1942), y Lo que el viento se llevó (1939). Erich Wolfgang Korngold con; The Adventures of Robin Hood. Alfred Newman con; How the West Was Won,The Greatest Story Ever Told. Bernard Herrmann con; North by Northwest, The Man Who Knew Too Much, Citizen Kane, The Ghost and Mrs. Muir, y Taxi Driver. Ennio Morricone;  The Good, The Bad And The Ugly (1966), Once Upon a Time in the West, The Mission (1986), The Untouchables (1987), y Cinema Paradiso. Jerry Goldsmith; Planet of the Apes, Chinatown, The Wind and the Lion, The Omen, Alien, Poltergeist. John Williams con; las dos trilogías de Star Wars, Tiburón, Superman: The Movie, Indiana Jones, E.T., el extraterrestre, Hook, Parque Jurásico, La lista de Schindler, y Harry Potter entre muchísimas otras.
Otros de los grandes compositores, especialmente del último cuarto de siglo en adelante han sido Danny Elfman, Nino Rota, Vangelis, Howard Shore, James Horner, Alan Silvestri, Hans Zimmer y Henry Mancini.

## Música contemporánea (1975-actualidad)

### Nacimiento del posmodernismo
El posmodernismo puede ser considerado una respuesta al modernismo que defiende los productos de la actividad humana —particularmente los manufacturados o artificiales— como el sujeto central del arte misma, y la idea de que el propósito del arte es focalizar la atención del público sobre objetos para su contemplación, tal como el crítico Steve Hicken lo explica.
Esta teoría del modernismo vuelve a la Escuela dadaísta ejemplificada por Duchamp, y al collage de música concreta, así como los experimentos con música electrónica de Edgard Varèse y otros. No obstante, el posmodernismo defiende que éste fue el modo primigenio de existencia humana, un buceo individual en el mar de producción del hombre.
John Cage es una figura prominente en la música del siglo XX; su influencia fue creciendo durante su vida, y hoy es recordado por muchos como el fundador de la música postmoderna. Cage cuestionó la misma definición de música en sus piezas, e insistió en la filosofía de que todos los sonidos son esencialmente música. En su 4’33” confronta al oyente con su idea de que los sonidos no intencionales son tan musicalmente válidos como los originados por un instrumento. Cage también usó notablemente música aleatoria, y sonidos hallados con el objetivo de crear un estilo de música interesante y diferente. Su música no solamente se basa en el argumento de que no hay “música” o “ruido” sino solo “sonido”, y que las combinaciones de sonidos hallados constituyen eventos musicales, sino también en la importancia de focalizar la atención y en la “invención” como esenciales al arte.
Cage, sin embargo, ha sido catalogado por algunos como demasiado vanguardista en su enfoque; por esta razón, muchos encuentran su música antipática. Resulta interesante analizar que la aparente oposición al indeterminismo de Cage, la música sobrestructurada de los serialistas, ha producido piezas de sonoridad similar, incluso muchos serialistas como por ejemplo Pierre Boulez o Karlheinz Stockhausen han utilizado procedimientos aleatorios. Michael Nyman dice en música experimental que el minimalismo fue una reacción generada por y contra el serialismo y el indeterminismo.
El posmodernismo encontró a la música y la pintura en momentos muy similares; por un lado la sobriedad, pureza, amor por la mecánica, abstracción y la trama en la que muchos rasgos modernistas fueron preservados, como el énfasis sobre el estilo personalizado y la experimentación. Sin embargo, los posmodernistas rechazaron la instancia hermenéutica del modernismo (la necesidad de estar en el ambiente del modernismo). En lugar de ello, el posmodernismo toma lo popular y lo reduce a su guía estética. Uno de los primeros movimientos que rompió con el modernismo se inspiró en el trabajo de Cage, y su énfasis en los sonidos por capas: el minimalismo.

### Poliestilismo

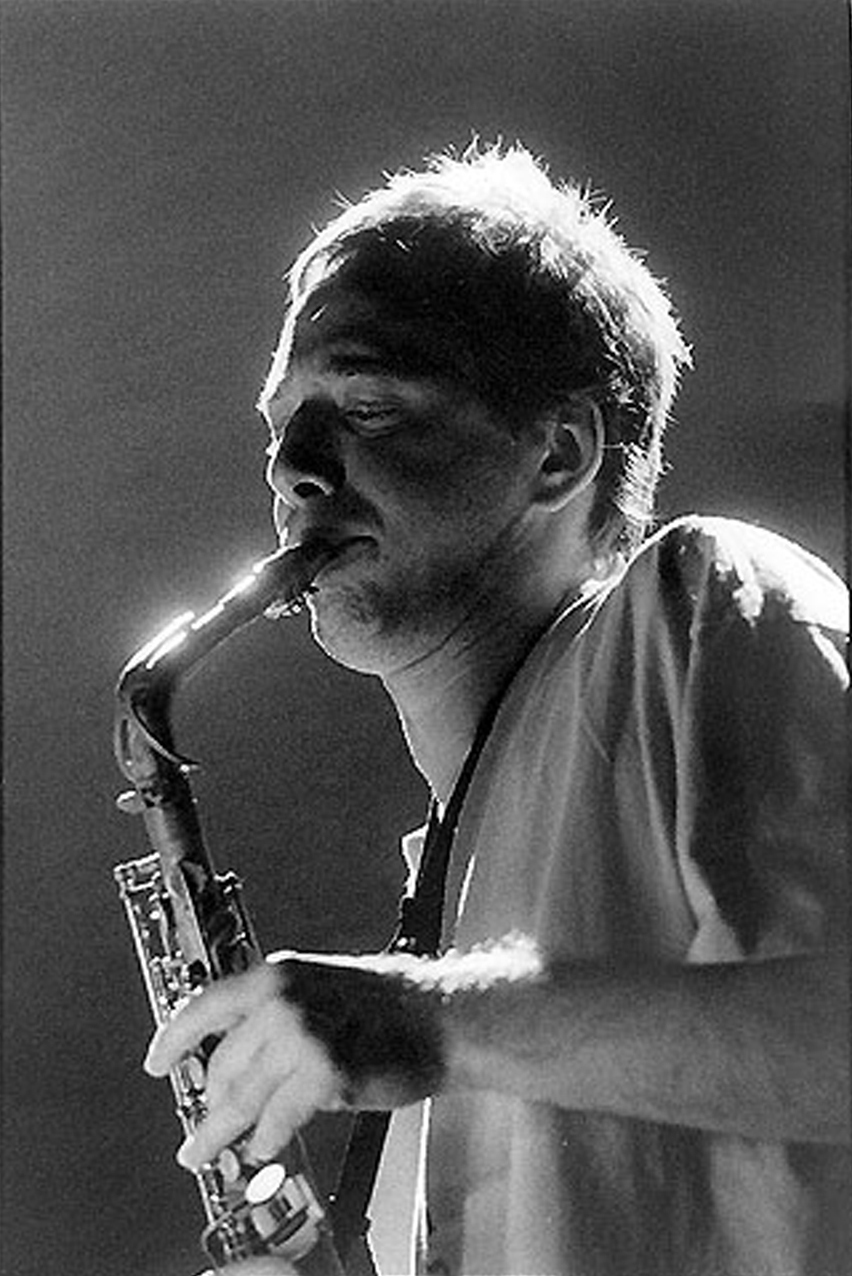
John Zorn (1953), músico estadounidense de origen judío, poliestilista y ecléctico que ha trabajado en diversos estilos dentro y fuera de la música académica.

Poliestilismo es el uso de múltiples estilos o técnicas musicales, y es considerado una característica posmoderna que comienza a finales del siglo XX y se acentúa en el siglo XXI. Es importante distinguir entre la actitud ecléctica, que es la de quien recolecta material de diferentes fuentes de modo pasivo y la actitud poliestilista, que es la de quien fusiona las fuentes de modo coherente, deliberado y propio.  El compositor poliestilista no emplea necesariamente su canon de estilo y técnica en un solo trabajo sino que en el conjunto su obra se advierte diferentes "estilos".  Esta corriente, pese a haber sido anticipada en una temprana tendencia que unificaba elementos de folk o de jazz en trabajos clásicos, se desarrolla realmente desde finales del siglo XX,  y mientras más y más estilos entran en juego en el nuevo siglo, el movimiento se hace cada vez más importante y diverso.  Los compositores poliestilistas han usualmente comenzado su carrera en una corriente para moverse a otra a la vez que guardando elementos importantes de la anterior.
Compositores poliestilísticos son, por ejemplo, Lera Auerbach, Luciano Berio, William Bolcom, Sofia Gubaidulina, Hans Werner Henze, George Rochberg, Arturo Rodas, Magaly Ruiz, Frederic Rzewski, Alfred Schnittke, Dmitri Silnitsky, Valentín Silvestrov, Santiago Sosa Rolón, Ezequiel Viñao, Frank Zappa o John Zorn.

### Nueva simplicidad

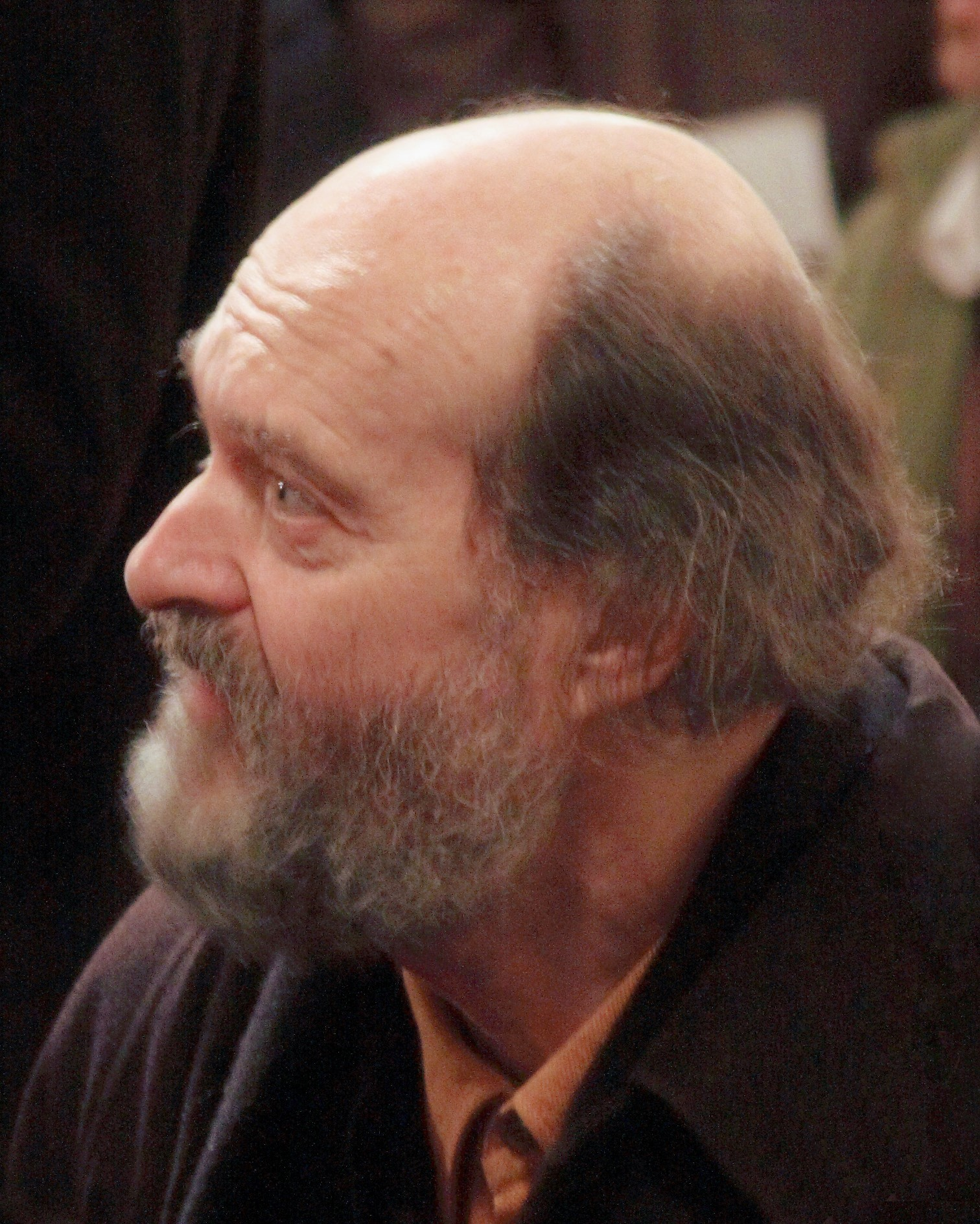
Arvo Pärt (1935) compositor estonio, una de las principales figuras de la nueva simplicidad, como también del post-minimalismo

La Nueva Simplicidad fue una tendencia estilística surgida entre algunos de los componentes de la generación más joven de compositores alemanes de comienzos de los ochenta del siglo XX, y que supuso una reacción no solamente contra la vanguardia musical europea de las décadas de los cincuenta y sesenta, sino también contra la más amplia tendencia hacia la objetividad de comienzos de siglo.
En general, estos compositores propugnaron una inmediatez entre el impulso creativo y su resultado musical (en contraste con la elaborada planificación precompositiva característica del vanguardismo), con la intención de crear una comunicación más fácil con las audiencias. En algunos casos, ello significó una vuelta al lenguaje tonal del siglo XIX así como a las formas musicales (sinfonía, sonata) y a las combinaciones instrumentales (cuarteto de cuerda, trío con piano) tradicionales, que habían sido evitadas en su mayor parte por la vanguardia. Para otros compositores, significó trabajar con texturas más simples o el empleo de armonías triádicas en contextos no tonales. De entre los compositores identificados de una forma más cercana con este movimiento, solamente Wolfgang Rihm ha conseguido una reputación significativa fuera de Alemania.
Otros autores, de mayor edad y/o de otras nacionalidades, como Hans Abrahamsen, Alfred Janson, Aaron Kernis, Wilhelm Killmayer, Ladislav Kupkovic, György Kurtág, Roland Moser, Arvo Pärt, Alfred Schnittke, Kurt Schwertsik y Howard Skempton han sido relacionados ocasionalmente con los “nuevos simplicistas”. Al menos dos autores han ido aún más lejos al asegurar que uno de los compositores vanguardistas contra el que se había rebelado más ostensiblemente la Nueva Simplicidad, Karlheinz Stockhausen, se habría anticipado a sus posiciones con la simplificación radical de su estilo que se produjo entre 1966 y 1974.

### Espectralismo

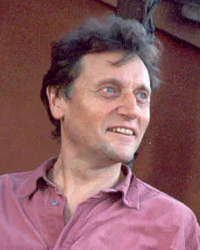
Gérard Grisey compositor frecuentemente asociado con el espectralismo

La música espectral, en un sentido restrictivo, se basa principalmente en el descubrimiento de la naturaleza del timbre musical y en la descomposición espectral del sonido musical, en el origen de la percepción del timbre. El espectralismo se originó en Francia en la década de los setenta alrededor de un grupo de compositores agrupados en torno al Ensemble l'Itinéraire (Gérard Grisey, Tristan Murail, Hughes Dufourt y Michael Levinas). En Alemania tuvo repercusión y se formó un grupo de investigación liderado por los compositores Johannes Fritsch, Mesias Maiguashca, Peter Eötvös, Claude Vivier, y Clarence Barlow. En Rumania existió un movimiento importante de esta tendencia liderado por Ştefan Niculescu, Horatiu Radulescu, y Iancu Dumitrescu.
Actualmente compositores como Julian Anderson, Ana-Maria Avram, Joshua Fineberg, Jonathan Harvey, Fabien Lévy, Magnus Lindberg, y Kaija Saariaho permanecen desarrollando ideas espectrales. El compositor de jazz Steve Lehman ha introducido técnicas espectrales en el campo de la música improvisada.
El movimiento se ha ido ensanchando e influye en las más importantes tendencias contemporáneas de composición y en muchos de los compositores más jóvenes: Philippe Hurel, Philippe Leroux, Marc-André Dalbavie, Jean-Luc Hervé, Fabien Lévy o Thierry Blondeau, en Francia; Kaija Saariaho o Magnus Lindberg en Finlandia; George Benjamin o Julian Anderson en el Reino Unido: Marco Stroppa en Italia; y Joshua Fineberg, en EE. UU., por citar algunos.

### Libre improvisación
La improvisación libre es música improvisada sin reglas previas establecidas, secuencias de acordes o melodías previamente acordadas. A veces los músicos realizan un esfuerzo activo para evitar referenciar a géneros musicales reconocibles. El término es en alguna forma paradójico en tanto puede ser considerado como una técnica (empleada por cualquier músico que quiere olvidarse de géneros rígidos y formas) y como género reconocible en sí mismo. 
La improvisación libre, como estilo de música, se desarrolló en Europa y EE. UU. en la mitad y fines de la década de 1960 en respuesta o inspirado por el movimiento del free jazz así como por la música clásica contemporánea. Entre los artistas más reconocidos dentro de este estilo están los saxofonistas Evan Parker y Peter Brötzmann, el guitarrista Derek Bailey, y el grupo improvisacional británico AMM.

### Nueva complejidad
La Nueva Complejidad es una corriente dentro del escenario contemporáneo surgida en la década de los 80's en el Reino Unido que puede definir lo "complejo" como; "de múltiples capas de interacción de los procesos evolutivos que ocurren simultáneamente en todas las dimensiones del material musical". Es muy abstracta, disonante y atonal, caracterizada por el uso de técnicas que llevan hasta el límite las posibilidades de la escritura musical. Esto incluye el uso de técnicas extendidas, texturas complejas e inestables, microtonalidad, contorno melódico altamente discontinuo y complejos ritmos de capas, cambios bruscos en la textura, y así sucesivamente. También se caracteriza, a diferencia de la música de los serialistas inmediatamente posteriores a la Segunda Guerra Mundial, por la dependencia frecuente de sus compositores en concepciones poéticas, muy a menudo implicados en los títulos de las obras individuales y en los ciclos de trabajo de cada compositor.
Entre los compositores más importantes se encuentran Brian Ferneyhough, Michael Finnissy, Chris Dench, James Dillon, Roger Redgate y Richard Barrett.

### Arte sonoro
Arte sonoro comprende un diverso grupo de prácticas artísticas que tienen como principal objetivo diferentes nociones del sonido, la escucha y la audición. Existen normalmente diferentes relaciones entre los ámbitos visual y auditivo del arte así como de la percepción por los artistas del sonido.
Como muchos géneros del arte contemporáneo, el arte sonor es interdisciplinario por naturaleza, tomado formas híbridas. El arte sonoro se ocupa frecuentemente de aspectos como la acústica, la psicoacústica, la electrónica, el noise, los medios de audio y la tecnología (tanto analógica como digital), el sonido encontrado o ambiente, la exploración del cuerpo humano, la escultura, la película o el vídeo y un abanico de temas crecientes.
Desde el punto de vista de la tradición occidental, los primeros ejemplos de este arte incluyen a Luigi Russolo y su Intonarumori, y los experimentos que a continuación realizaron los dadaistas, surrealistas y situacionistas. Dada la diversidad del arte sonoro, existe a menudo un debate sobre si el arte sonoro cae dentro y/o fuera tanto del arte visual como de la música experimental. El arte sonoro también está relacionado con el arte conceptual, el minimalismo, el spoken word, la poesía avant garde y el teatro experimental.

### Música contemporánea latinoamericana

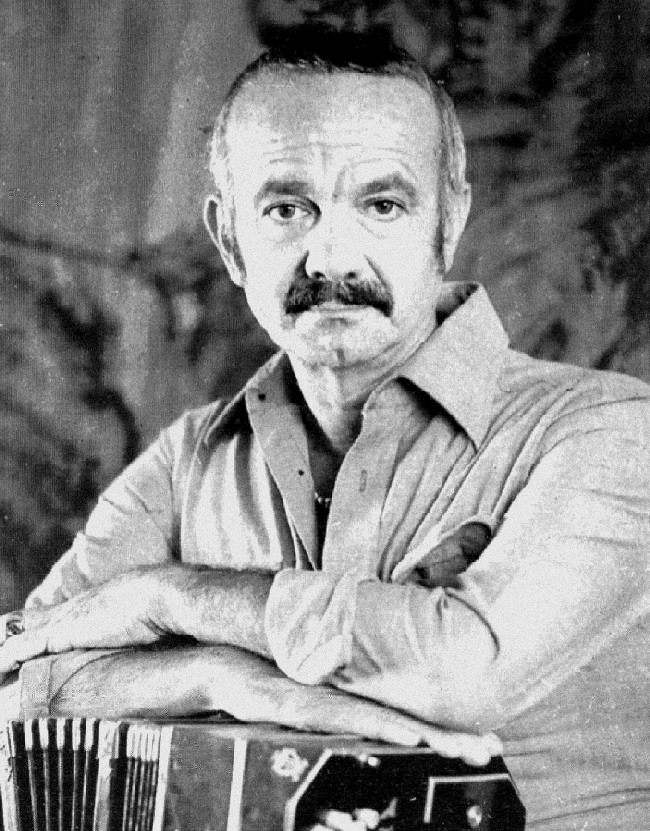
El argentino Astor Piazzolla (1921-1992) compuso en un estilo que fusionaba elementos tradicionales como el Tango, con la música clásica e incluso el jazz.

La música de tradición europea en Latinoamérica ha sido sumamente diversa y compleja, tanto musicalmente como también en cuanto al lugar que ésta ocupa en la sociedad. Uno de los principales obstáculos han sido las dificultades económicas de la región durante casi la totalidad del siglo, por una parte, y la falta de acceso e interés de la mayoría de la población a la música docta, por la otra. Desde el punto de vista musical y estilístico siempre se ha generado una pugna entre producir correctamente el legado de la música docta europea, y desarrollar elementos originalmente latinoamericanos y nacionales en la misma. Es por esto que muchos de los compositores de esta región han sido catalogados como pertenecientes al nacionalismo musical, independientemente del estilo o técnica que el compositor haya utilizado. La música contemporánea latinoamericana, más que un estilo, comprende una inmensa diversidad de obras, conceptos, técnicas y estilos que se han elaborado en la región desde que se ha propuesto la música docta como un desafío creativo, por sobre la noción de música docta como la mera asimilación cultural repetitiva de la música culta europea.

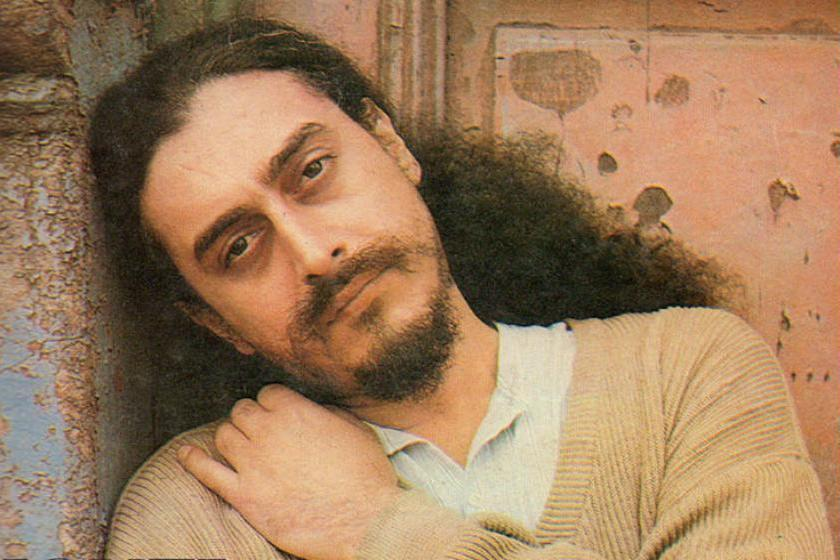
El compositor y multinstrumentista Egberto Gismonti (1947), ha compuesto en diversos estilos que incorporan elementos del jazz, la música popular brasileña, la música indígena, y el uso de sintetizadores, junto con la música modernista neotonal y también la vanguardia.

Durante el siglo XX un grupo significativo de compositores de América Latina alcanzaron el reconocimiento internacional. Alberto Ginastera, Carlos López Buchardo, Carlos Guastavino, Luis Gianneo, y Astor Piazzolla, Virtu Maragno de Argentina; Heitor Villalobos, Mozart Camargo Guarnieri, Luciano Gallet y Francisco Mignone, Ricardo Santoro y Osvaldo Lacerda de Brasil; Luis Humberto Salgado de Ecuador; Antonio Lauro, Juan Bautista Plaza , Antonio Estévez e Inocente Carreño de Venezuela; Manuel M. Ponce, Carlos Chávez, y Silvestre Revueltas de México; Enrique Soro, Maria Luisa Sepúlveda, Domingo Santa Cruz, Pedro Humberto Allende, Acario Cotapos Baeza, Juan Casanova Vicuña, Carlos Isamitt y Alfonso Letelier de Chile; Guillermo Uribe-Holguín, Luis Antonio Escobar, Roberto Pineda Duque, Antonio María Valencia, Francisco Zumaqué, Blás Emilio Atehortúa, Jesús Pinzón Urrea de Colombia; Theodoro Valcárcel, Ernesto López Mindreau, Roberto Carpio, Federico Gerdes y Celso Garrido Lecca de Perú; Roque Cordero de Panamá, Eduardo Caba de Bolivia, Ernesto Lecuona de Cuba y Héctor Tosar y Eduardo Fabini de Uruguay. Mientras que durante el último tercio de siglo los compositores destacados se acrecentaron destacando además: Mario Davidosky y Osvaldo Golijov de Argentina; Leo Brouwer, Aurelio de la Vega y Tania León de Cuba; Gabriela Ortiz, Julio Estrada y Mario Lavista de México; Héctor Campos-Parsi y Roberto Sierra de Puerto Rico; Juan Carlos Núñez y Paul Desene de Venezuela; Gustavo Becerra Schmidt y Juan Orrego-Salas de Chile; Luis Fernando Rizo-Salom de Colombia; José Serebrier y Miguel del Águila de Uruguay; Edino Krieger, Egberto Gismonti, Jorge Antunes y Marlos Nobre de Brasil, quienes son reconocidos a nivel mundial por calidad artística.

### Otros estilos y conceptos musicales
Otros estilos y conceptos generalmente asociados a la música contemporánea son el conceptualismo, el post-minimalismo, el neorromanticismo, el neotonalismo, la música experimental, la tonalidad postclasicista, la música electrónica, el art rock, el jazz contemporáneo, la música del mundo, la música postmodernista, la música computacional, el historicismo musical, etc.

### Editoriales
- Boosey.com (editorial de música Boosey & Hawkes).
- BabelScores Difusión y Promoción de la Música Contemporánea.
- PERIFERIA Sheet Music (Editorial de música contemporánea).
- Schott-music.com (editorial Schott Music International).
- (editorial Suvini Zerboni de Milán).
- http://www.uemusic.at/ Archivado el 13 de junio de 2007 en Wayback Machine. (editorial Universal Edition de Viena)
- Verlag433.de (4’ 33” München Musikverlag, en alemán).

- Datos: Q1338153
- Multimedia: 20th-century classical music / Q1338153